# Hindouisme

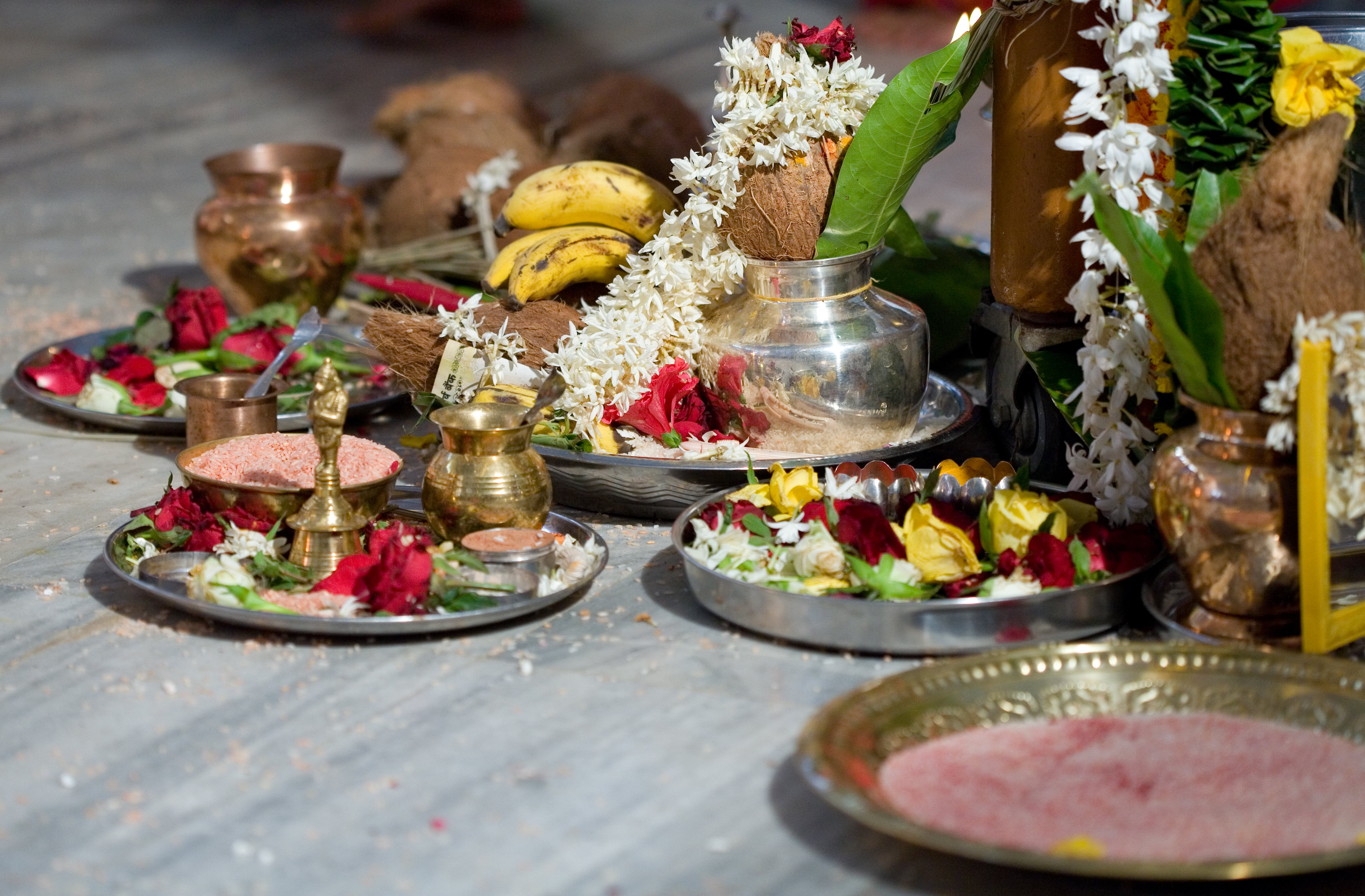
Lors des cérémonies religieuses hindoues (les pujas), des fleurs et des fruits sont offerts.

L'hindouisme, parfois écrit indouisme (en hindi : हिन्दू धर्म, hindu dharm ; en tamoul : இந்து சமயம் ; « religion hindoue »), ou sanatana dharma (en sanskrit : सनातनधर्म, sanātanadharma : « loi éternelle »), est l'une des plus anciennes religions du monde encore pratiquées qui n'a ni fondateur, ni dogme imposé, ni institution cléricale organisée uniformément (les brahmanes peuvent être de différentes écoles),. « On appelle communément religion hindoue (ou hindouisme), le courant spirituel qui naît de la Bhagavad-Gita et dont le bhakti-yoga, la voie de la dévotion,  est le trait le plus saillant. (…) celle-ci [la religion] a des antécédents et véhicule des éléments hérités de religions antérieurement vivantes dont elle utilise, à la fois largement et librement, la symbolique, le fonds doctrinal, les pratiques sacrificielles, éventuellement la langue, la terminologie, le panthéon, etc.. » 
En 2015 le nombre de fidèles est estimé à 1,1 milliard,, répartis dans 85 pays. L'hindouisme est actuellement la troisième religion la plus pratiquée dans le monde après le christianisme et l'islam. Il est issu du sous-continent indien, qui reste son principal foyer de peuplement.
Le terme persan hindu (du sanskrit Sindhu) désignait au départ, pour les musulmans qui pénétrèrent en Inde, les habitants du bassin de l'Indus.
La majorité des hindous ont foi en l'autorité du Veda, considéré comme « permanent » (nitya), qui fut révélé aux êtres humains de façon « non humaine » (अपौरुषेय, apauruṣeya) par Brahmā et grâce à l'« audition » des Rishi (c'est-à-dire les « Sages ») ; c'est l'avis des traditions brahmaniques comme le Vedanta et la Mîmâmsâ, mais pas pour les écoles philosophiques brahmaniques Nyâya et Vaisheshika qui reconnaissent l'autorité du Véda tout en le considérant anitya (« impermanent ») et paurusheya (« humain »). Les auteurs de textes védiques ne sont pas tous identifiés, ou bien de façon légendaire comme Vyāsa.

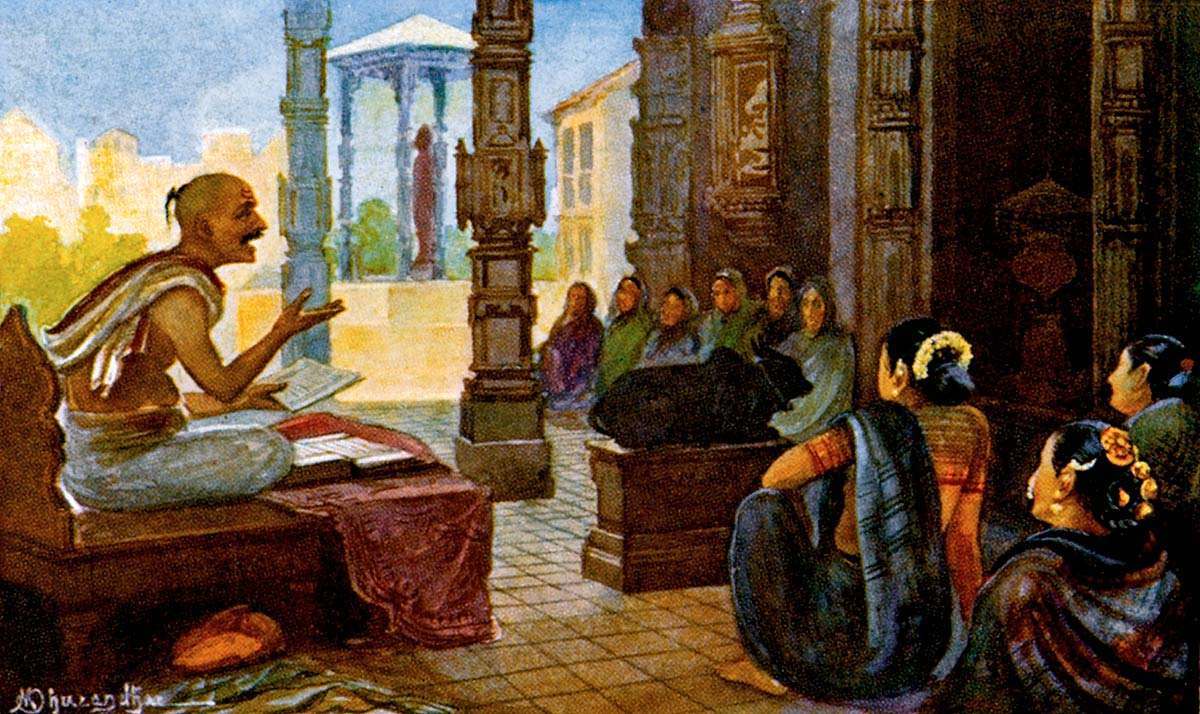
Peinture du début du XXe siècle de M.V. Dhurandhar des dévots hindous en satsanga et écoutant le pravachana des Puranas.

L'hindouisme se présente comme un ensemble de concepts philosophiques, politiques, scientifiques, artistiques issus d'une tradition remontant à la protohistoire indienne, la pratique hindouiste étant sans doute issue d'une tradition orale très ancienne, proche de l'animisme. On retient parfois une tripartition historique qui fait de l'hindouisme la dernière phase du développement des religions en Inde, après le védisme (env. 1500-500 avant notre ère) et le brahmanisme (-600 à 500 de l'ère courante).
Au-delà du syncrétisme théologique, l'hindouisme d'avant l'islam et le colonialisme européen qui soumirent l'Inde à leur autorité était un vecteur de toutes les sciences de son époque : le droit, la politique, l'architecture, l'astronomie, la philosophie, la médecine ayurvédique et d'autres savoirs qui avaient en commun le substrat religieux.

Répartition de l'hindouisme dans le monde

## Étymologie
Hindū, ou hindou, est le nom persan désignant le fleuve Indus, d'abord rencontré dans l'ancien persan, correspondant au mot védique sanskrit sindhu : « cours d'eau », devenu nom propre de — l'Indus. Le Rig-Véda mentionne la terre des peuples indo-aryens comme le sapta sindhu (« sept cours d'eau », sanskrit : सप्त सिन्धव), qui correspond à hapta həndu dans l'Avesta (Vendidad ou Videvdad 1.18) — le texte sacré du Zoroastrisme. Le terme était utilisé par les hommes vivant à l'ouest de l'Indus, pour nommer les peuples qui habitaient à l'est du fleuve, dans le sous-continent indien ; c'est aussi l'étymologie des noms Sind, sindhi et Sinti. Dans l'islam, le terme arabe — Al-Hind — se réfère également au sous-continent indien à l'est de l'Indus.
Le terme persan ancien Hindūk, en persan moderne, Hindū, fit son entrée avec l'expansion de l'islam, notamment pour désigner les habitants autochtones du sultanat de Delhi et apparaît aussi en Inde du Sud et dans des textes cachemiris à partir de 1323 puis devient commun sous la colonisation britannique pour désigner un indigène du Raj britannique, toutes religions confondues (sens qui durera en français jusqu'au XXe siècle). En conséquence, le terme « hindou » est un exonyme : il ne vient pas des peuples « hindouistes » eux-mêmes, bien qu'il ait fini par être adopté et assimilé par eux.
Depuis la fin du XVIIIe siècle, le mot a été utilisé comme un terme général pour le corpus majoritaire des traditions religieuses, spirituelles et philosophiques d'origine indienne du sous-continent, pour les distinguer de l'islam, du christianisme, du judaïsme, du sikhisme, du bouddhisme ou du jaïnisme. Dans ce sens, un hindou est une personne qui partage la philosophie exposée dans les Vedas, nommée Upanishad (le mot Veda peut être traduit par connaissance) et accepte l'autorité spirituelle et rituelle de ceux qui s'en font les interprètes.
Le terme Hindou a été introduit dans le monde occidental par le biais de la langue anglaise. Le terme « hindouisme » est apparu au début du XIXe siècle. En France, on utilisait auparavant les termes « brahmanisme », « religion brahmane » ou « religion des brahmanes ».
L'hindouisme ou sanâtana dharma (« ordre socio-cosmique éternel ») s'apparente davantage à un substrat culturel, un mode de vie ou de pensée, qu’à une religion organisée et dogmatique. Ce qu'on appelle « hindouisme » aujourd'hui est la tentative de rassembler les croyances disparates issues de l'ancien panthéon védique, éclipsé par la popularité de Shiva, de Vishnou ou de Krishna.
Dans certains cercles aryanistes, l'hindouisme est appelé « religion aryenne », de l'expression sanskrite arya dharma qui signifie « noble religion » ou « religion des nobles » ; en dehors de ces cercles parfois nationalistes, voire protochronistes, le terme le plus usité est vaidika dharma signifiant « religion védique » ou « religion des Védas ».

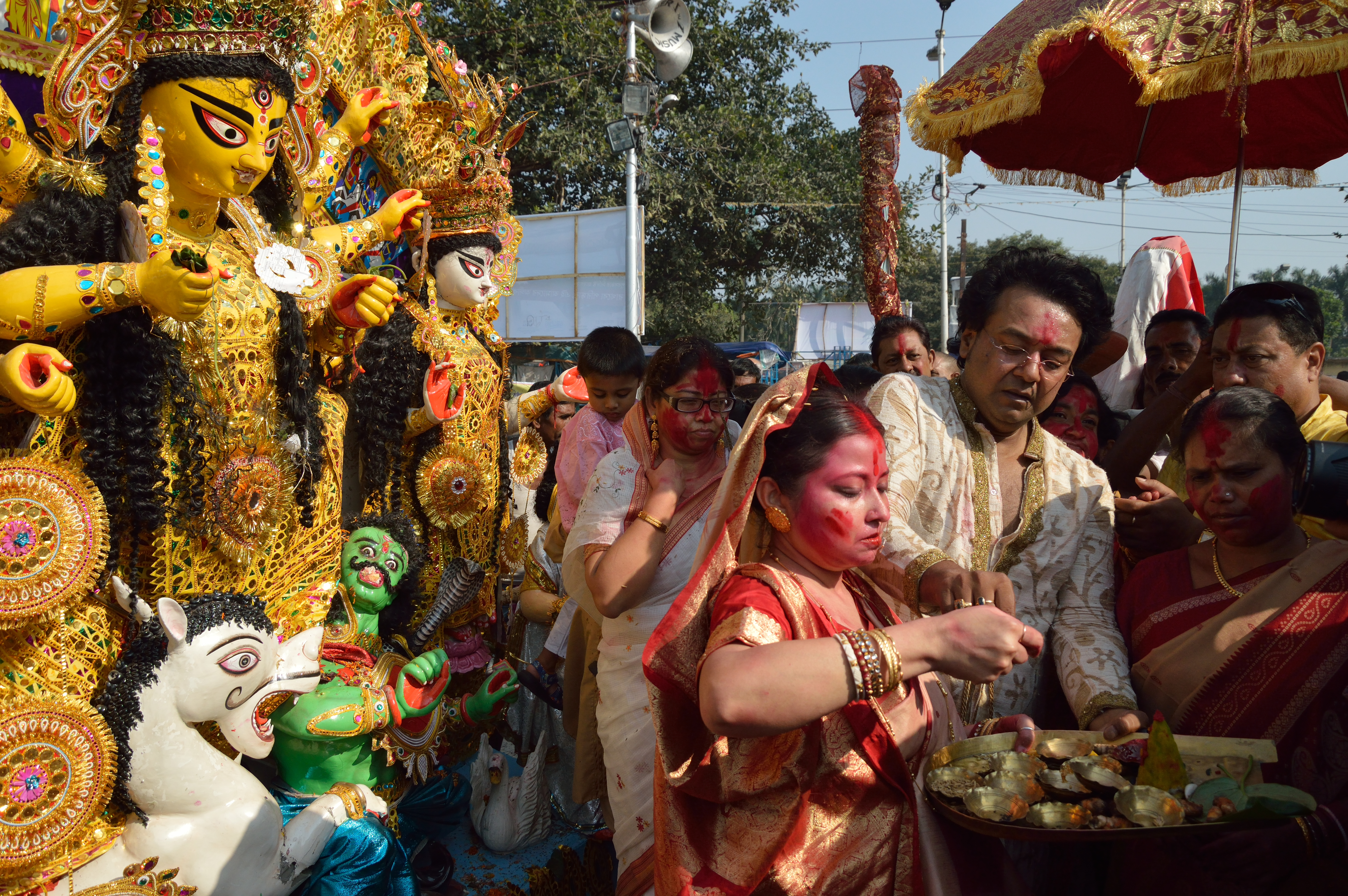
Durgā pūjā à Calcutta.

## Histoire

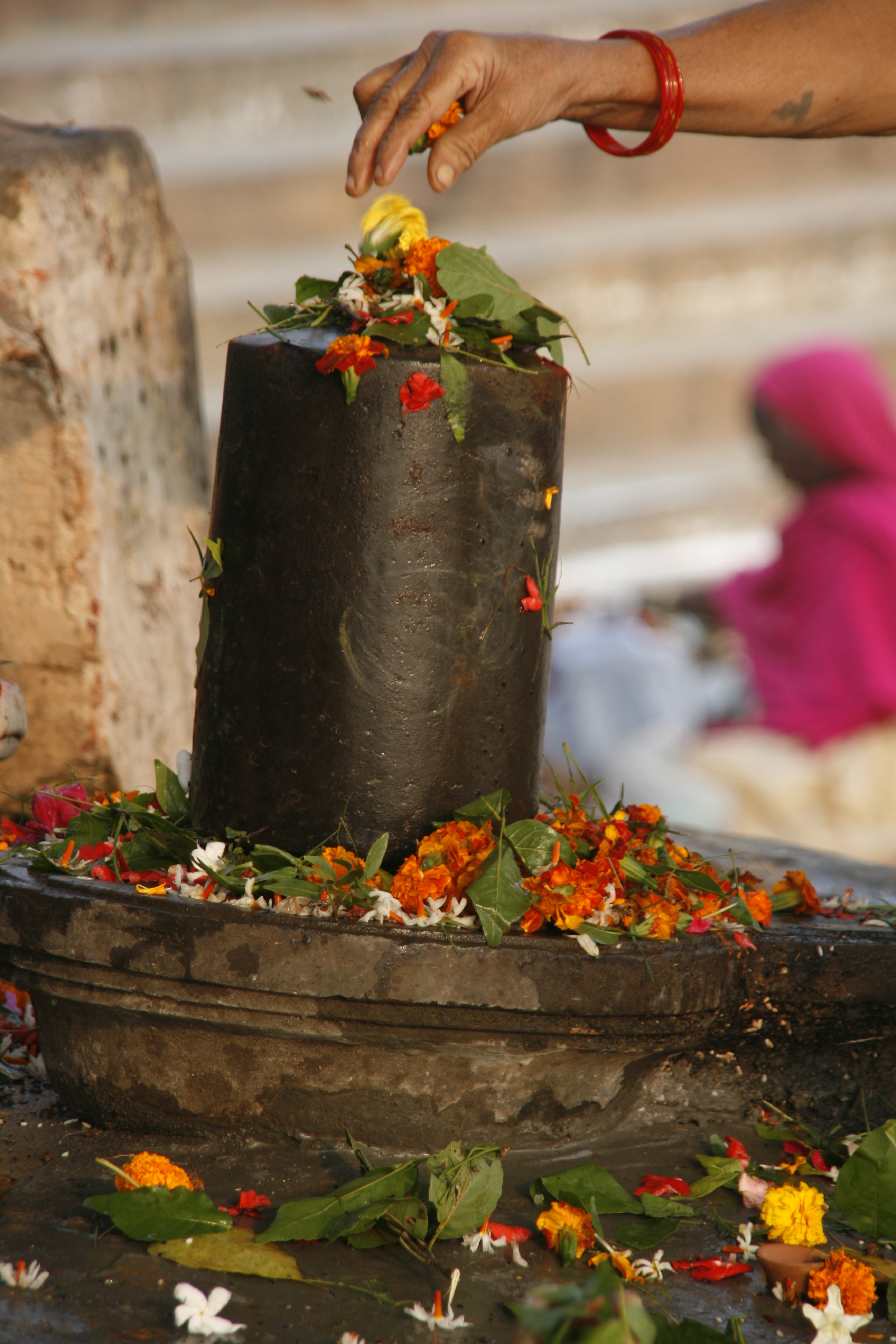
Offrande traditionnelle de fleurs sur un Lingam, représentation du dieu Shiva, signe de l'Infini et des êtres vivants selon le Shiva-purâna.

La civilisation de la vallée de l'Indus, datant de l'âge du bronze, présente des éléments comparables à ceux de l'hindouisme, tels que les bains, les symboles phalliques comparés au Shiva lingam ainsi que des svastikas. Un sceau découvert sur le site de Mohenjo-daro est parfois considéré comme une représentation d'un proto-Shiva, mais cette interprétation n'est pas reconnue par toute la communauté scientifique. D'une façon générale, la nature exacte des relations entre la religion de la civilisation de la vallée de l'Indus et l'hindouisme reste conjecturale.
C'est durant la période védique, à l'âge de fer, entre 1500 et 600 av. J.-C., que les quatre Védas qui constituent les textes fondateurs de l'hindouisme sont composés. Les rites principaux du védisme concernent le yajña, le sacrifice védique en l'honneur des deva. Plusieurs divinités du Rig-Veda ont été ensuite reprises ou révisées par l'hindouisme.
Au Moyen Âge, l'hindouisme, par le biais du théisme, retrouve un nouvel essor. L'hindouisme que l'on connaît aujourd'hui est principalement issu de ce nouveau courant qui a profité du déclin du bouddhisme des IVe et Ve siècles.
Au XXe siècle, l'hindouisme se répand hors de l'Inde et en particulier en Occident. Vivekananda en fait une première présentation en 1893 au Parlement mondial des religions à Chicago.

## Textes sacrés
Les textes sacrés de l’Inde antique relatifs à l'hindouisme se classent grossièrement en deux catégories.
- les Védas ou le Veda[31], au nombre de quatre, composés oralement avant l'apparition de l'écriture en Asie du Sud, continuèrent d'être transmis oralement après son apparition et sont devenus les textes de la religion védique de laquelle l’hindouisme moderne dérive. Les Védas sont considérés comme faisant partie des textes religieux les plus anciens du monde[32].
- les textes hindous post-védiques.

### Śruti

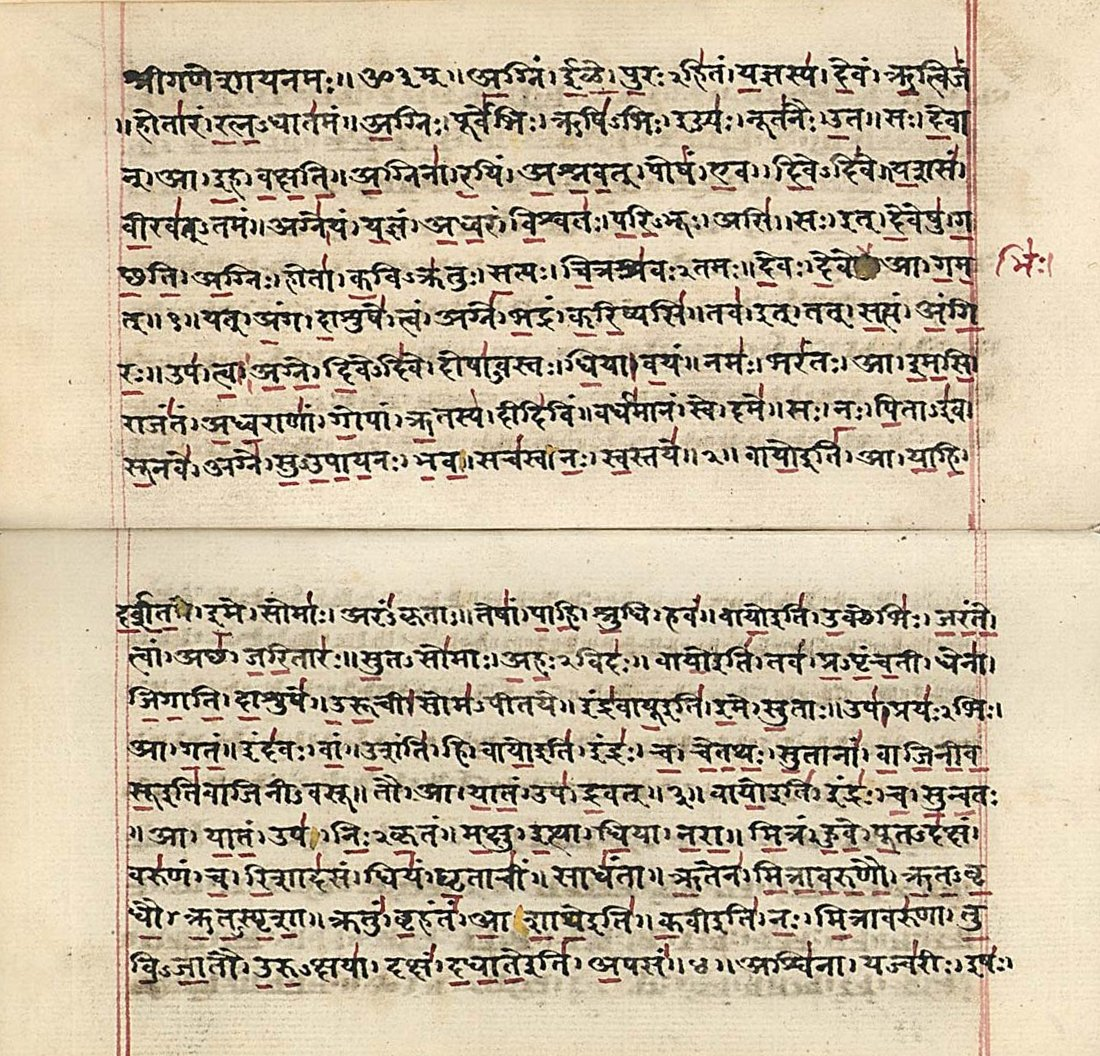
Passage en sanskrit du Rig-Veda.

Les Védas sont les textes les plus anciens qui nous soient parvenus en langues indo-européennes. Les Védas sont considérés par les hindous comme faisant partie de la Śruti (connaissance révélée). La tradition déclare qu'ils sont directement révélés par le Brahman aux rishis alors que ces derniers étaient en méditation profonde,. Les hymnes des Védas ont été transmis oralement de père en fils et de professeur à disciple. Par la suite, ces hymnes ont été compilés par un sage appelé Vyāsa (littéralement, le compilateur, bien que le nom puisse avoir désigné un groupe de personnes personnifiées pour les besoins de la tradition) ou encore Vedavyāsa (diffuseur des Védas).
Les textes les plus anciens sont formés des quatre Saṃhitā, ou recueils constituant les quatre Veda, à savoir: le Ṛgveda ou « Veda des strophes », le Yajurveda ou « Veda des formules », le Sāmaveda ou « Veda des mélodies » et l’Atharvaveda à caractère magique. Le Ṛgveda contient des mantras pour invoquer les devas pour les rites de feu-sacrifice ; le Sāmaveda, c'est le cantique, avec des notations musicales ; le Yajurveda a de véritables instructions pour les sacrifices ; et l'Atharvaveda comprend des charmes philosophiques et demi-magiques (sic) — des charmes contre les ennemis, les sorciers, les maladies et les erreurs pendant le rite sacrifiant. À ces quatre Védas ont succédé les Brāhmaṇās qui sont des interprétations sur le Brahman, les Āraṇyaka ou « Traités forestiers » à réciter loin des agglomérations et les Upaniṣad ou « Approches » à caractère spéculatif qui ont pour seule matière la métaphysique. Les upaniṣad qui font partie de la Śruti clôturent le canon védique.
Du fait d'une conception énigmatique de la vérité par le Veda, les vérités védiques peuvent être exprimées sous forme d'« incertitudes positives » et de « vérités ultimes à mode interrogatif », comme dans l'hymne du Rigveda-Samhitâ (X.129) : « Celui qui a l'œil sur ce monde au plus haut firmament, il le sait sans doute ; et s'il ne le savait pas ? ».

### Smriti: textes hindous post-védiques

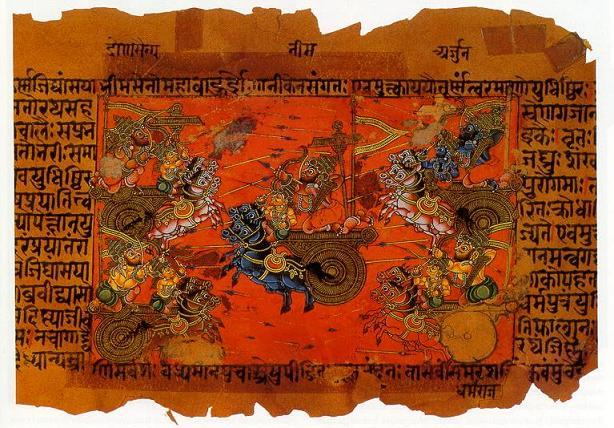
Passage du Mahâbhârata.

Les Vedas sont désignés sous le nom de Shruti (ce qui est révélé). Les textes plus récents sont appelés Smriti (ce qui est rappelé ou mémoire/tradition). Tandis que la littérature shruti est composée en sanskrit védique, les textes smriti sont en sanskrit classique (plus facile) et, pour certains, en prâkrit ou langue commune. Puisqu’elle est accessible à tous, la littérature smriti a connu une grande popularité dans toutes les couches de la société indienne, et ce, dès le début. Aujourd’hui même, la plus grande partie du monde hindou est plus familière avec le smriti qu’avec la littérature shruti réservée (tardivement) à la caste dominante des brahmanes. La smriti correspond ainsi à la littérature populaire et, en tant que telle, elle est théoriquement moins ardue que la shruti (la shruti, remontant à l'aube de l'Inde c'est-à-dire à l'époque védique, est aujourd'hui, du fait de son langage et de son vocabulaire, sujette à interprétation). La smriti (collection de 36 textes selon Paithina) est le pendant populaire de la shruti, à travers l'histoire des dieux et des héros, elle instruit sur la pensée indienne. Les textes révélés ou Shrutis font autorité sur les textes mythologiques ou Smritis et cela indépendamment du sujet traité. La majorité des livres de la Smriti font référence aux textes sacrés des Vedas ; leur but est de décoder les messages ancestraux et de les enseigner à la population. Cette seconde littérature n'est pas pour autant de moindre valeur, elle est au contraire très riche et offre des dialogues philosophiques très poussés.
La littérature smriti inclut :
- les Itihâsas : les épopées comme le Rāmāyana, le Mahābhārata (avec sa partie centrale, la Bhagavad-Gita).
- les Purânas ou textes mythologiques centrés sur un aspect particulier du divin. Ils sont au nombre de 18 pour les principaux, ce sont les écrits les plus populaires de l'Inde : l'hindouisme actuel leur doit beaucoup.
- les Âgama(s), traités théologiques au nombre de 28 qui sont complétés par les Upâgama (Âgama mineurs) et
- les Darshanas, textes philosophiques.
- Les Dharmashâstra(s) (ou livres de lois) font également partie du smriti. De temps en temps, apparaissent de grands législateurs (comme Manu, Yajnavalkya et Parashara) qui codifient les lois existantes et éliminent les règles désuètes pour s’assurer que la façon de vivre hindoue reste conforme à l’esprit védique tout en étant en accord avec le temps présent. Mais, puisque la religion hindoue n'a pas de dogme, ces textes de Smriti ne sont pas obligatoirement suivis par la plupart des hindous. En fait, quelques personnes disent que les Britanniques ont popularisé le Manu-Smriti pour imposer un code uniforme de lois aux hindous.

La philosophie hindoue décrite dans les épopées et les Puranas est centrée d'abord sur celle de la doctrine de l’avatar (incarnation, partielle ou totale, d'un dieu en être humain). Les deux avatars principaux de Vishnou qui apparaissent dans les épopées sont Râma, le héros du Râmâyana, et Krishna, le protagoniste majeur du Mahâbhârata. À la différence des deva de la Samhitâ védique et du concept abstrait de Brahman issu des Upaniṣad (qui décrivent le divin comme étant omniprésent, impersonnel et sans forme), les avatars de ces épopées sont des intermédiaires humains entre l’Être suprême et les mortels qui offrent une vision du divin plus accessible. Dieu y est décrit comme personnel et proche de sa création (dans le Bhagavata Purana, Krishna est un pâtre, sa création est son troupeau, le souffle traversant sa flûte est l'âme sans début ni fin des créatures).
Cette doctrine a eu un grand impact sur la vie religieuse hindoue, parce qu’elle montre que Dieu s’est manifesté sous une forme qui peut être appréciée même par le plus modeste des hommes. Râma et Krishna sont depuis des milliers d’années des manifestations du divin, aimées et adorées des hindous. Le concept du brahman des Upanishad est assurément le pinacle de la pensée religieuse indienne, mais la vision des avatars et le récit de leurs mythes ont certainement eu plus d’influence sur l’hindou moyen. Les hindous attachent plus d'importance à l'éthique et aux sens métaphoriques transmis par ces textes qu'à la mythologie littérale.

## Cosmogonie et divinités

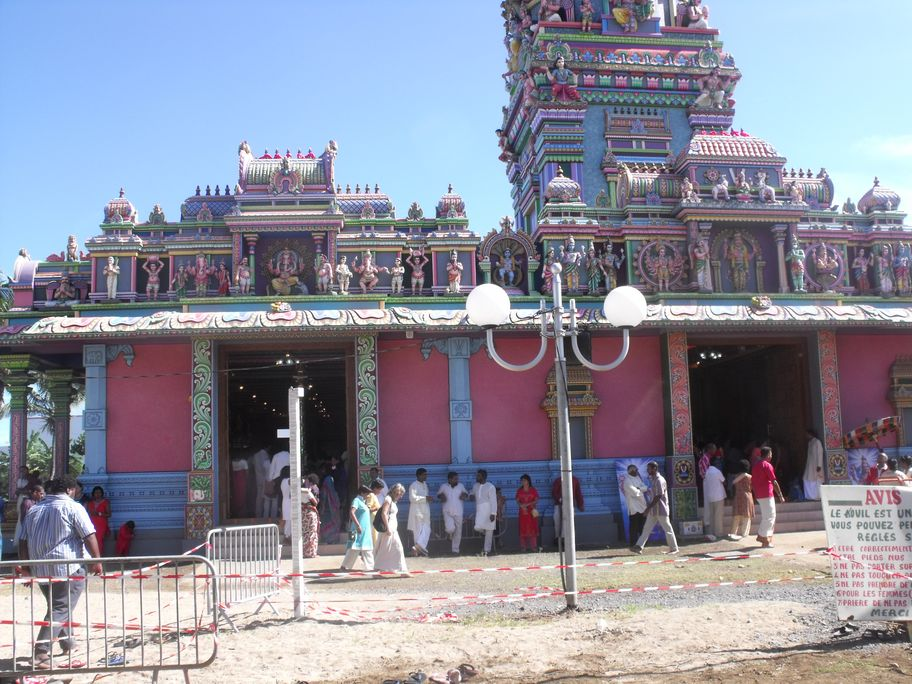
Fronton du Temple Narassigua Péroumal de Saint Pierre de La Réunion le 24 mai 2010. Une partie de la cosmogonie hindouiste y est représentée.

Selon la mesure védique du temps, qui s'étend sur plusieurs milliards d'années, l'univers connaît des périodes d'expansion (kalpa ou jour de Brahmâ, équivalent à 1000 mahayuga, soit 4,32 milliards d'années) puis d'anéantissement (pralaya ou nuit de Brahmâ, de même durée). Un mahayuga est composé de 4 yuga, dont le dernier, actuel, est le kaliyuga, « âge de fer » ou « âge des conflits », dénommé ainsi car c'est une période matérialiste et décadente par rapport à l'âge d'or de l'humanité (kritayuga).
La cosmogonie hindoue enseigne que le principe de toute vie, de tout progrès, de toute énergie, réside dans les différences, les contrastes. « L’une des explications les plus courantes du passage de Brahman [l'Absolu] à l’univers est celle selon laquelle la première différenciation se ferait entre énergie et substance, force et matière, dans leurs essences primordiales respectives appelées dans la terminologie hindoue prâna et âkâsha ».
La cosmogonie hindoue est la théorie hindouiste de la création de l'univers et de son image. Celle-ci est caractérisée par un recours constant au chiffre 7.
Le monde a été créé en forme d'œuf (l'« œuf d'or de Brahmâ », hiranyagarbha en sanskrit). La moitié supérieure de l'œuf cosmique (brahmāṇḍa) se divise en sept zones : les trois premières, terre, air et ciel, forment ensemble le triloka (« trois mondes ») et sont surmontées par quatre régions célestes constituant la demeure des dieux. La moitié inférieure de l'œuf cosmique comprend sept régions infernales (pātāla), qui forment des étages et sont habitées par des démons et des serpents. Au dessous de l'œuf cosmique se trouve l'Océan primitif, formé par sept autres zones infernales. La Terre est divisée en sept continents entourés de sept mers.

### Brahman
Le Brahman (prononcé comme /brəh mən/) est un concept provenant à l'origine des Védas. C'est l'indescriptible, le neutre, l'inépuisable, l'omniscient, l'omniprésent, l'original, l'existence infinie, l'Absolu transcendant et immanent (cf. panenthéisme), l'Éternel, l'Être, et le principe ultime qui est sans commencement et sans fin, – dans l'univers entier. C'est la Réalité Ultime, l'Âme Absolue ou Universelle (Paramatman), l'Un. Il ne doit pas être confondu avec la divinité Brahmâ ou le nom des prêtres hindous, les brâhmanes.

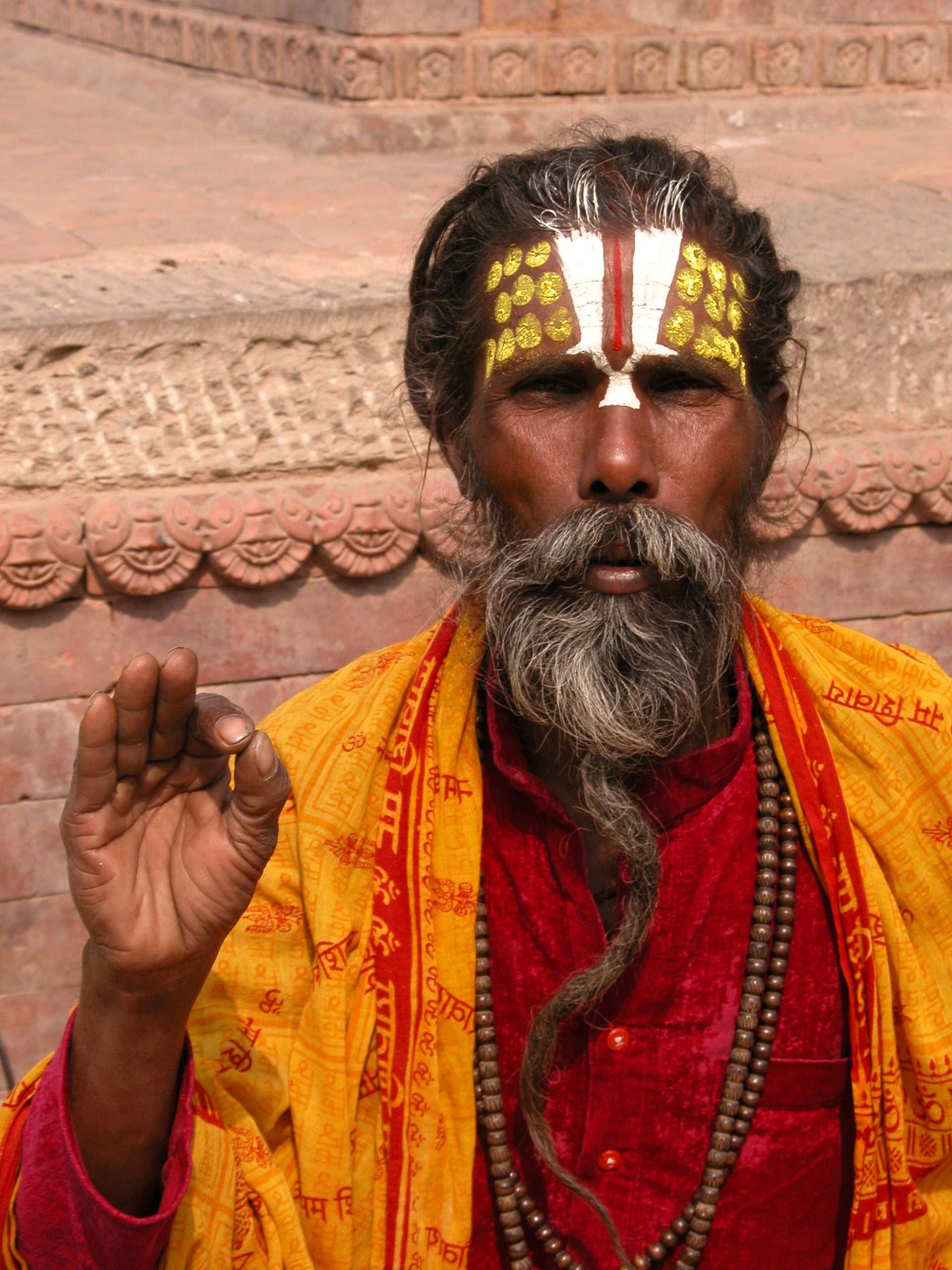
La Mudrā réalisée par ce Sadhu signifie : Tat tvam asi, « tu es Cela » (l'essence de l'Âtman est en réalité le Brahman). Cette identité entre Atma et Brahma est comprise et réalisée par la doctrine de Moksha ("délivrance").

De nombreuses Upanishad font référence entre le rapport qu'entretient le Brahman (âme universelle) avec l'âtman (essence de toute créature), vision qui est considérée comme libératrice, car menant les actes (karma) d'un tel connaisseur à ne plus s'identifier à son ego transitoire :

« L'âme des créatures est une, mais elle est présente dans chaque créature ; à la fois unité et pluralité, comme la lune qui se reflète dans les eaux. »

— Tripura Tapini Upanishad, V-15 (Atharva-Véda).

« Le Brahman sert de demeure à tous les êtres et demeure en tous les êtres. »

« Pour le yogi qui est connaisseur de Brahman, toutes les créatures vivantes sont Brahman. De ce fait, les distinctions de caste lui sont indifférentes. »

— Pashupata Brahmana Upanishad, chapitre II, sûtra 39 (Atharva-Véda).

« Voici la vérité : de même que d'un feu ardent sortent par milliers des étincelles pareilles à lui, ainsi naissent de l'Être immuable (Brahman) toutes sortes d'êtres qui retournent à lui. »

— Mundaka Upanishad, II-i-1 (Atharva-Véda).

« Dans l'étreinte de l'amour, un homme oublie le monde entier, tout ce qui existe en lui-même et au dehors ; de même, dans l'Union [Yoga] avec le Divin [Brahman], on ne connaît plus rien d'autre, ni au dedans ni au dehors. »

— Brihadaranyaka Upanishad, chapitre 4, brahmana 3, sûtra 21 (Shukla Yajur Véda).

« Quiconque se voit dans tous les êtres et voit tous les êtres en lui, devient ainsi Un avec le Brahman suprême. Ce Suprême est l'âme de Tout, le principe de l'Univers, l'Être éternel [sans début ni fin]. Et Cela aussi tu l'es : tu es Cela (Tat tvam asi) »

Cet Absolu, que les hindous désignent aussi par le nom de tat en sanscrit (« Cela ») est par sa nature même impossible à représenter. L'Absolu est tantôt manifesté : Tat Tvam Asi (तत्त्वमसि : Tu es Cela), ou « Tout cela est Brahman » disent les textes sacrés, tantôt non-manifesté : « le Brahman est Vérité, le monde est Illusion », disent aussi les textes sacrés.
Il est parfois évoqué un Brahman supérieur, le Parabrahman. Le Brahman peut en effet être considéré sans attributs personnels, sans forme (Nirguna Brahman), d'une façon totalement abstraite, ou avec attributs, avec forme, au travers de la multitude des divinités (Saguna Brahman).
Certains courants de l'hindouisme peuvent être considérés comme panthéistes, d'autres comme panenthéistes,.
La tradition brahmanique comprend l'Absolu (Brahman, l'Âme universelle, la Réalité infinie, la Divinité suprême dotée ou non d'attributs et de formes) comme étant l'Un (sans second), que l'on peut concevoir de différentes façons : soit en privilégiant une divinité particulière considérée comme supérieure aux autres (sans nier les autres pour autant), c'est-à-dire par une attitude relevant de l'hénothéisme, ou soit en concevant chaque divinité comme un membre vénérable de l’Absolu ; toutes les divinités, différentes et prises séparément, sont chacune une fenêtre distincte ouverte sur le paysage divin : et toutes ces fenêtres ouvertes réunies sur l’Absolu (Brahman) — et uniquement lorsqu’elles sont réunies — constituent effectivement l’Absolu, l’Âme cosmique, c'est-à-dire par une attitude liée au polythéisme (le Divin est Multiple). Quoi qu'il en soit, le Brahman est omniprésent sans pour autant être confondu avec les choses limitées et transitoires qui composent le monde :

« Le Brahman est Tout, mais tout n’est pas Brahman »

— Mandana Mishra, Brahmasiddhi

### Trimūrti

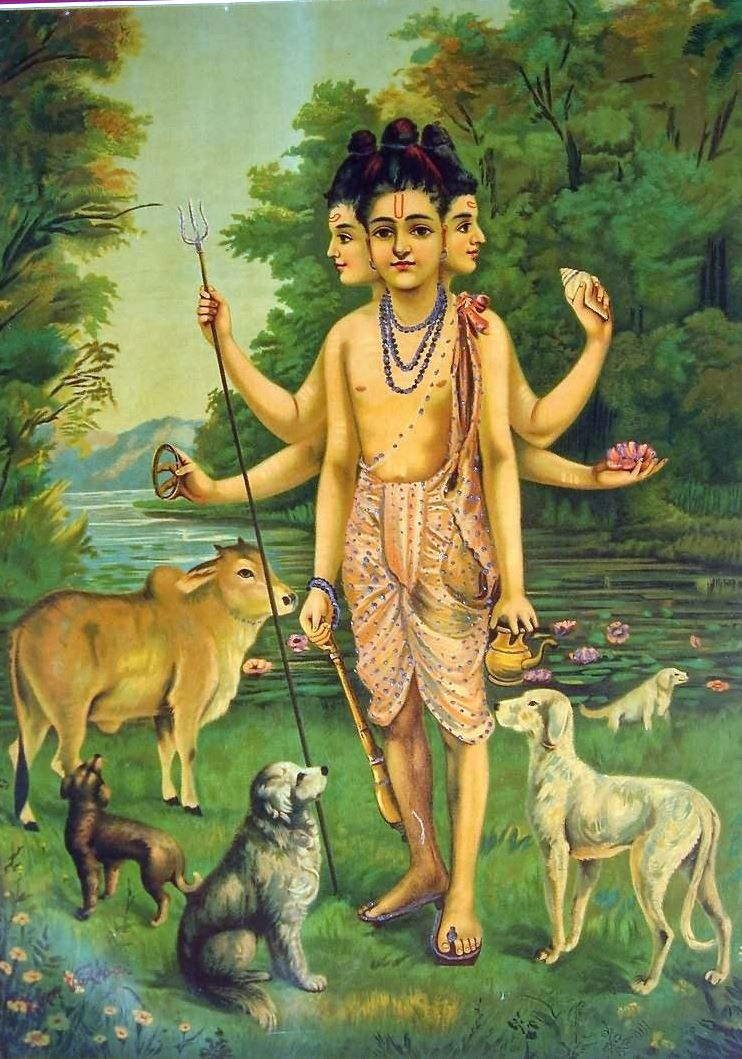
Dattātreya, le guru universel, avatar de la Trimūrti, entouré de quatre chiens incarnant les quatre Védas.

La nature du Brahman ne l'empêche pas de se manifester sous la forme d'un dieu personnel. L'hindouisme, selon les courants religieux, donne divers noms au dieu personnel. Un nom général existe cependant, celui d'Ishvara (litt., « le Seigneur Suprême »), terme surtout philosophique car, dans la pratique du culte et de la vie quotidienne, on ne s'adresse guère qu'à l'un des membres de la Trimurti : (Shiva, Vishnou, ou, plus rarement, Brahmâ, car ce dernier, en créant les créatures vivantes, a engendré le samsara, le cycle des réincarnations que l'on doit abandonner, « opposé » à Moksha, la libération).
Les dieux personnels majeurs sont ceux de la Trimūrti. Ce sont dans l'ordre Brahmâ, Vishnou et Shiva, qui correspondent respectivement à l'action créatrice, conservatrice et destructrice de l'Absolu transcendant (Brahman). Ils représentent trois aspects inséparables de la structure de l'Univers.
Dans les manifestations personnelles (divinités) du dieu impersonnel (Brahman), l'hindouisme est une religion polythéiste, ; à ce titre, cette religion comporte une variété et une diversité de 330 millions de divinités (le chiffre est parfois considéré comme symbolique, du même nombre d'êtres vivants, selon quoi Dieu vit dans le cœur de tout être vivant, en tant que Sarvanetradhivasa, « Celui qui est présent dans les yeux de tous les êtres ») .

« Si dans la Multitude nous poursuivons avec insistance l'Un, c'est pour revenir avec la bénédiction et la révélation de l'Un se confirmant dans le Multiple. »

— Shrî Aurobindo.
L'hindou peut vénérer le Brahman sous la forme d'une divinité de son choix, sans pour autant rejeter l'existence d'autres divinités, considérant Ganesh, par exemple, comme l'incarnation suprême du Brahman (cet hindou sera un ganapatya, et shivaïte) : dans ce cas, l'hindouisme est un hénothéisme. Néanmoins, selon cet aphorisme du Brahmanoûtchîntamam :

« Celui qui adore un Dieu comme différent de lui, en pensant : "il est un autre. Je suis un autre", cet homme ne connait pas le Brahman : il est pareil à un animal pour les Dieux »

— Brihadaranyaka Upanishad, I-iv-10.Brihadaranyaka Upanishad, I-iv-10

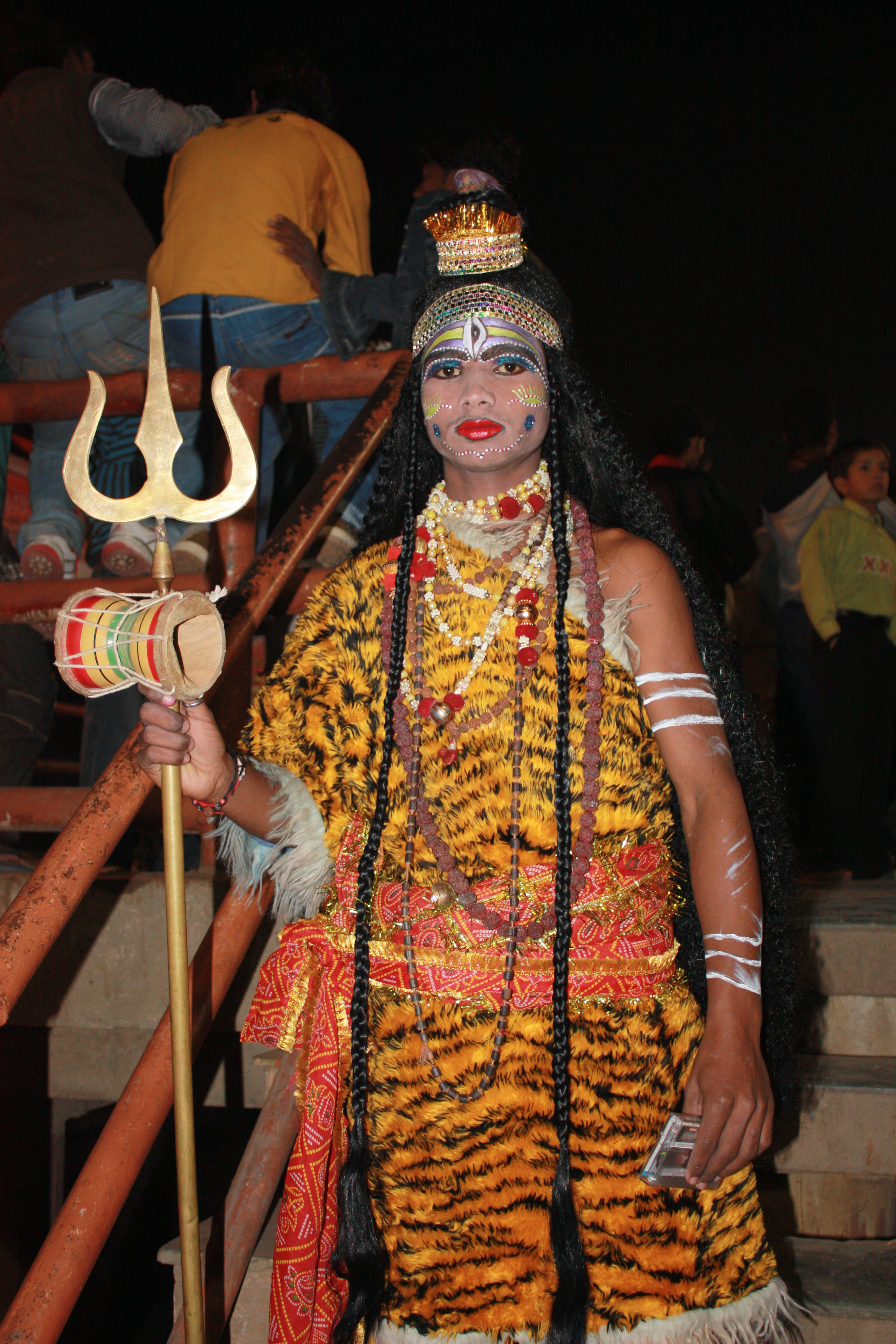
Shiva, Varanasi.

Dans l'hindouisme, il n'y a pas de conflit entre polythéisme et monothéisme : la religion, la philosophie et les théories qui les accompagnent ne sont que des chemins qui tentent de décrire le Brahman (« Âme universelle ») au-delà duquel il n'y a plus rien, et la manière de se fondre en lui.
Depuis Georges Dumézil qui a mis en lumière la fonction triadique dans les civilisations Indo-Européennes, un parallèle formel entre la trimurti et la trinité chrétienne peut être établi (ce qui n'induit pas un rapprochement théologique entre les traditions chrétiennes et hindoues) : en effet, en Inde, on représente la divinité comme triple, on appelle ce principe la trimurti dans le panthéon hindou : Brahma, Vishnu et Shiva, sont trois aspects du divin. Brahma désigne symboliquement le créateur (démiurge), Vishnu représente le conservateur et Shiva représente le destructeur dans le cycle de l'existence. Cette triple Nature se rapprocherait de l'énoncé de l'européen médiéval : spiritus, anima, corpus. Un tel rapprochement entre Trinité chrétienne et Trimūrti a été notamment effectué par l'indianiste Alain Daniélou (à ne pas confondre avec son frère le théologien Jean Daniélou) dans Mythes et dieux de l'Inde mais ultérieurement critiqué par d'autres spécialistes (voir l'article Trimūrti pour plus d'informations).
L'hindouisme est une religion dont les différentes divinités sont considérées comme les formes différentes d'une même expression divine sous-tendue par une réalité ultime. La question sur la nature exacte de cette dernière (immanente ou transcendante, personnelle ou impersonnelle) dépend des différents courants. Selon Ananda Coomaraswamy, le culte des puissances de la nature dans l'hindouisme doit être compris dans le sens de natura naturans est deus, « lesdites puissances ne sont que les noms des actes divins ». Depuis la Chandogya Upaniṣad, cette philosophie de l'unité divine est devenue très importante dans la littérature sacrée. Le mantra Tat Tvam Asi (तत्त्वमसि : Tu Es Cela) célèbre cette unité de la création avec son créateur, qu'il soit personnel ou impersonnel. Un épisode du Srimad Bhagavatam met en avant cette réalité : le dieu Krishna, avatar de Vishnu, demande aux habitants de Vrindavan d'abandonner le culte d'Indra pour le sien, puisque Krishna se présente comme le Dieu suprême dont Indra n'est qu'un fragment.

### Divinités majeures et mineures

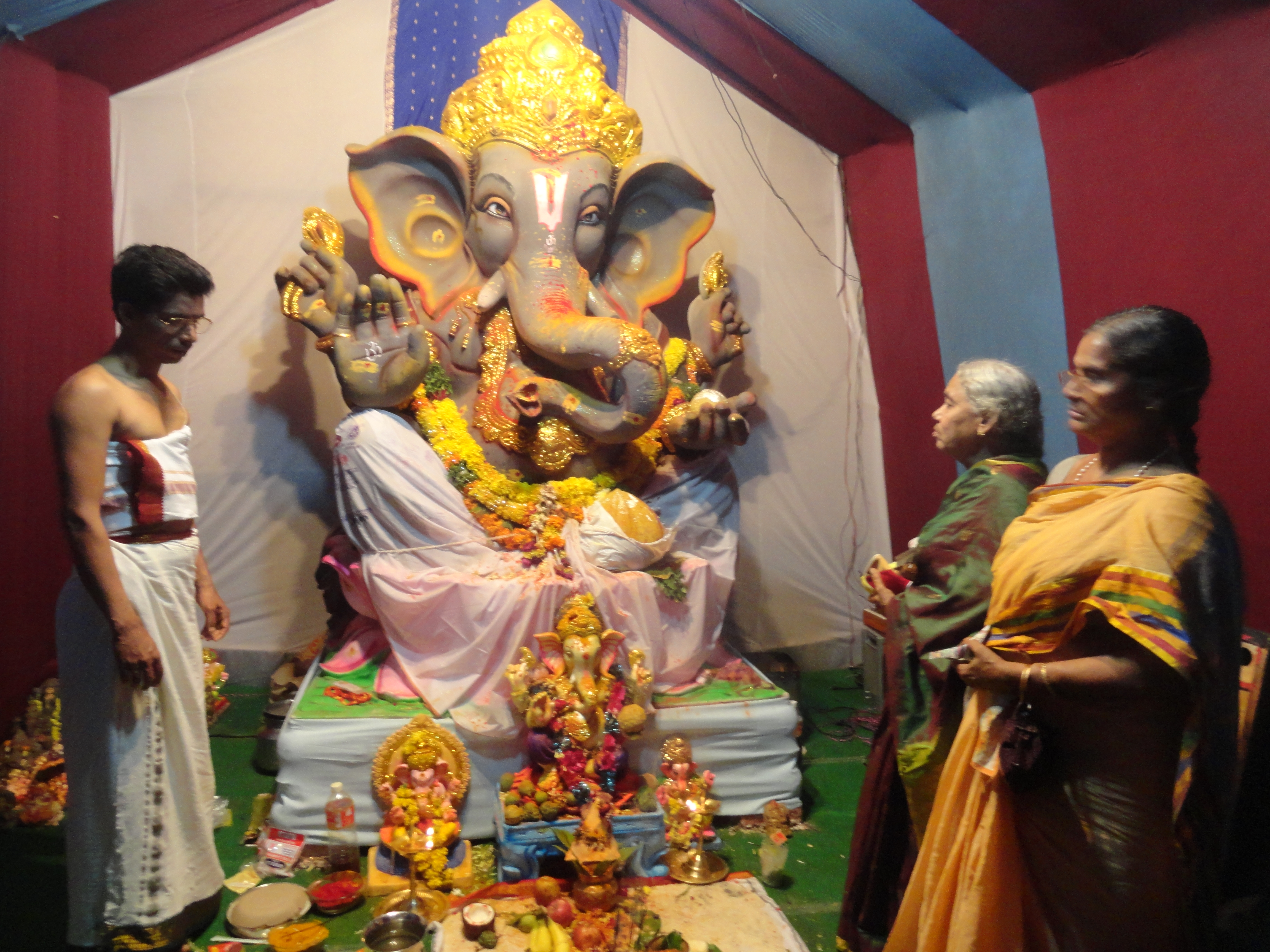
Statue de la divinité Ganesh.

Les diverses incarnations (« descentes », avatar) de la Trimurti (Krishna est un avatar de Vishnou) sont des divinités majeures. Les divinités mineures sont des créations ou des procréations des divinités majeures. Ganesh, qui est une divinité importante dans l'hindouisme, est lié à Shiva en tant que procréation ou création selon les mythes développés à son sujet.

### Dévas
La religion hindoue croit en l'existence d'entités célestes appelées devas (ou dévas).
Le féminin de deva est devî (ou dévî). La question de la nature de ces devas peut être analysée selon ces trois points :
1. Selon la philosophie de l’Advaita Vedānta, et certains passages de la Bhagavad-Gîtâ[57], des Upanishads et des Vedas ; tous les devas sont les manifestations sous une forme mondaine du Seigneur suprême (Îshvara). Le dévot conçoit des formes tangibles ou symboliques de Dieu dans son esprit afin de l'adorer. Le Rig-Veda dit : ekam sat vipra bahudha vadanti — « Le Vrai Dieu est Un, bien que les sages s'adressent à lui par des noms multiples ». Ce point de vue est celui que considère strictement la secte de Smarta.[réf. souhaitée]
2. Selon les philosophies du Nyâya, du Vaishéshika, du yoga, de certains vers de la Shruti et de certaines pensées Shivaites et Vaishnavites, les devas sont ces êtres célestes subordonnés au Seigneur suprême (Îshvara), mais sont au-dessus des humains[réf. souhaitée].
3. Selon la philosophie de la Mimâmsâ, tous les devas et devîs sont les souverains des forces de la nature et des puissances en l'être vivant, en l'homme[note 10] ; « la Karma-Mîmâmsâ considère ultimement les deva comme des sons : dans le rituel, les dieux ne sont rien d'autre, en vérité, que leur nom même s'ils peuvent s'exprimer sous diverses formes plus manifestes »[58]. Pour faire en sorte qu'un désir soit réalisé, les humains doivent plaire à un ou plusieurs de ces devas et doivent les adorer avec des rites rigoureusement codifiés.

Plus précisément, les textes hindous et la plupart des pensées Shivaïtes et Vishnouistes considèrent le deva comme une combinaison des deux premiers points de vue ; par exemple, Krishna est considéré par les krishnaïtes comme Îshvara et tous les dieux lui sont subordonnés, et simultanément tous les autres dieux sont vus comme les manifestations mondaines de Krishna.[réf. nécessaire]

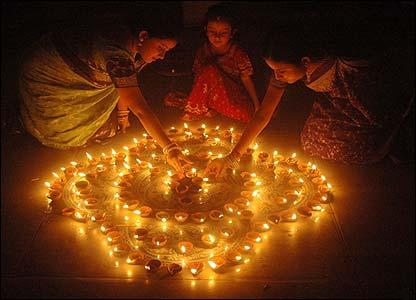
Femmes lors de la fête des lumières, dîpavali, honorant la déesse Lakshmî.

Dans la Brihadaranyaka Upanishad (III.IX.1 à 9), Shakala demande au sage Yajnavalkya quel est le nombre exact de dieux (deva) ; Yajnavalkya répond : « trois cent trois et trois mille trois » (autant que mentionnés dans le groupe de mantras du Veda nommé Nivid des Vishvadeva, ce sont les « manifestations de la grandeur des dieux ») ; mais Shakala réitère la même question et Yajnavalkya répond : « trente-trois » (les huit Vasus, les onze Rudras, les douze Adityas, Indra et Prajapati) ; Shakala recommence à poser encore et encore la même question pour connaître le nombre exact de dieux et Yajnavalkya répond : « six » (le feu, la terre, l'air, l'espace atmosphérique, le soleil et l'espace céleste), puis « trois » (les trois mondes, triloka), « deux » (la nourriture et l'énergie vitale), « un et demi » (« le souffle de vie, qui circule partout ») pour en arriver à « un » : le dieu unique « est le souffle vital, et on le nomme Brahman, le lointain (tyat) ».
Quelle que soit la nature des devas (aussi appelés dévatâs), ils sont une partie intégrante de la culture hindoue. Les 33 devas védiques incluent Indra, Agni, Soma, Varuna, Mitra, Rudra, Prajâpati, Vishnu, Aryaman et les Ashvins ; les devîs importantes étaient Sarasvatî, Ûshâ et Prithivi. Indra est le roi des dieux (Vishnou, pour un vishnouite, est le Dieu des dieux).
Bien que la mythologie hindoue mentionne plusieurs classes d'êtres démoniaques (les rakshasas, les daityas, les dânavas, les pishâchas ou les non-dieux, les asuras), opposés aux esprits célestes (appelés devas), Gandarvas, Vidyadharas, elle ne croit pas au concept du Mal. « Les oppositions, dualités, polarités, sur lesquelles insiste tant l'hindouisme, ne sont pas constituées par des entités indépendantes, fixes, aux caractères immuables et contradictoires telles que le christianisme populaire se représente Dieu et le Diable. » Cela signifie que le mal dans le monde n'est pas attribué à une force supérieure mais à l'ignorance humaine et donc comme une conséquence possible du libre arbitre et de la Nature. La mythologie indienne n'oppose pas le Bien contre le Mal : les batailles sont celles de classes d'êtres contre d'autres, d'une idée contre une autre, où les plus nobles sortent victorieuses.
On trouve parmi les dévas les lokapālas (les divinités du védisme recyclées dans le panthéon du sanatana dharma), les navagrahas (les neuf planètes de l'astrologie indienne).

### Syllabe sacrée OM

L'Omkara (ou Aum)

Om (ou Aum) est un des symboles sacrés de l'hindouisme. C'est le son primordial qui surgit du chaos avant la Création, il est la source de l'existence.
Il est utilisé comme préfixe et parfois comme suffixe aux mantras. Il représente la contraction des trois qualités cosmiques (gunas) : Sattva, Tamas et Rajas, et représente l'univers.
Écrit « Om », il est la contraction de « Aum », « m » étant la résonance et « o », la vibration originale.

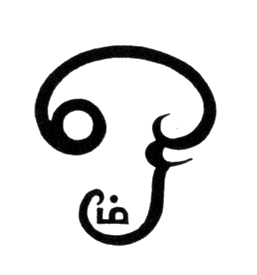
Ôm en langue tamoule

Le son Ôm (ou Aum, ॐ) est empli d'un message symbolique profond : il est considéré comme la vibration primitive divine de l'Univers qui représente toute existence, entourant toute nature dans une Vérité ultime.
Ainsi, le son, produit d'une façon prolongée, résultat de la combinaison de trois sons A-U-M (de la triade à l'unité), signifie « ce qui a été, est et sera », et possède, pour ceux qui se vouent à la méditation, une force à la fois magique et religieuse. Une Upaniṣad affirme :

« Comme s'agglomèrent toutes les feuilles enfilées sur une tige qui les traverse, de même toute parole se fond dans le son OM. Le son OM est tout cet univers. »

## Écoles et courants
Des élaborations philosophiques, constituant la source de ce qu'on appelle aujourd'hui « hindouisme », ont été transmises oralement pendant des siècles et ont commencé à être transcrites dans la première moitié du Ier millénaire av. J.-C. Le système religieux et culturel qu'on appelle hindouisme s'est développé dans le sous-continent indien et n'est que rarement sorti de ses frontières.

### Six grands systèmes philosophico-théologiques

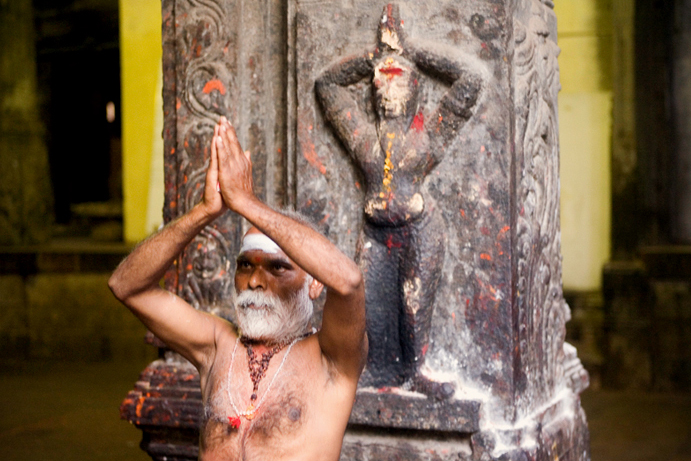
Un sâdhu au cours d'un rituel religieux à Madurai

L'hindouisme a développé des astika antiques, ou écoles orthodoxes (car acceptant l’autorité des Vedas) de philosophie, ou shaddarshana. Ces systèmes, ou « visions » (darshana), de l'hindouisme classique sont au nombre de six ; chacun d'entre eux est le fruit d'une longue élaboration dont témoigne une vaste littérature et sont tous de nature sotériologique, ont pour but d'atteindre la libération, la délivrance des transmigrations (मोक्ष, mokṣa) :
1. Sāṃkhya, l'un des plus anciens est le système de pensée fondé sur un dualisme entre les monades conscientes (Puruṣa) et la nature originelle (Prakriti).
2. Yoga (Râja Yoga, « Union royale »), un système basé sur les pratiques ascétiques (éthique, purificatoire, posturale, respiratoire et méditative) issues d'une très ancienne tradition que compila Patanjali.
3. Vaisheshika, le système qui a proposé la théorie atomique pour la première fois.
4. Nyâya, le système de la logique de l'Inde (les 16 critères de « raisonnement valide »).
5. Purva-Mimamsa (également appelé Karma Mimansa ou la Mîmâmsâ), système tourné vers l'éclaircissement du Veda.
6. Uttara Mimamsa (plus communément appelé Vedānta), système centré sur la métaphysique et la nature mystique des Upanishads ; c'est la dernière, en ordre d'apparition, des philosophies hindoues orthodoxes[note 11].

Les nâstika ou écoles non-orthodoxes — qui ne sont pas discutées dans cet article — sont le jaïnisme, le bouddhisme, le sikhisme et le chârvâka, l'athéisme ancien classique de l’Inde, ne reconnaissent pas l'autorité brahmanique du Véda.

### Écoles et courants théistes

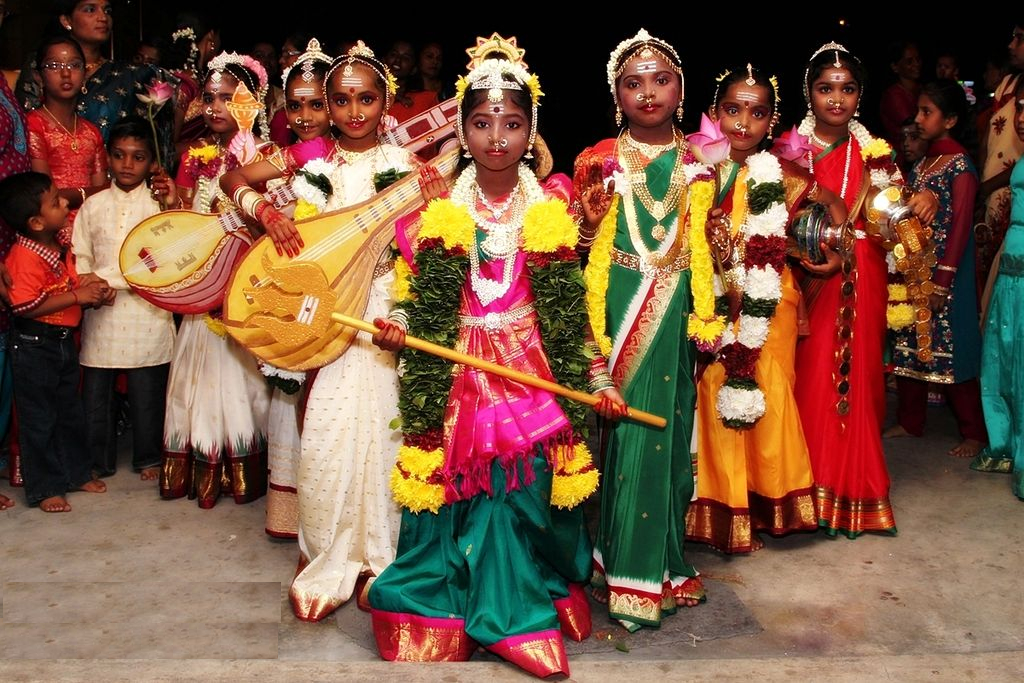
Navratri

Certains courants considèrent l’hindouisme comme une religion hénothéiste ou même panenthéiste. Les diverses divinités et avatars adorés par les hindous sont considérés comme différentes formes de l’Un, le dieu suprême ou Brahman, formes adoptées qui seules sont accessibles à l’homme (on prendra garde à ne pas confondre Brahman, l’être suprême et la source ultime de toute énergie divine, et Brahma, le créateur du monde).
Ce chemin vers la connaissance suprême orthodoxe (jnanamarga), prôné par les six écoles hindouistes, reste le privilège d'une élite intellectuelle restreinte, le croyant populaire mélangeant souvent tous ces courants de pensée. Toutefois, trois grands courants théistes de l'hindouisme se démarquent de façon relativement importante dans toutes les couches de la population : le vishnouisme, le shivaïsme et le shaktisme. À l'intérieur de ces courants, de nombreuses écoles se sont développées, qui se différencient surtout par leur interprétation des rapports existant entre Être suprême, conscience individuelle et monde, ainsi que des conceptions ésotériques qui en dérivent. Les textes védiques (Vedas, Upanishads, etc.) constituent une référence pour les trois courants, même si chacun d'entre eux les complète par les textes (Purana-s, Gita-s, etc.) qui leur sont propres. Ces textes ne s'excluent pas, car l'hindouisme admet la coexistence de voies différentes vers le salut (Moksha). Ainsi le choix d'un courant n'implique pas le rejet des autres.
L'hindouisme comportent plusieurs branches, les principales étant :

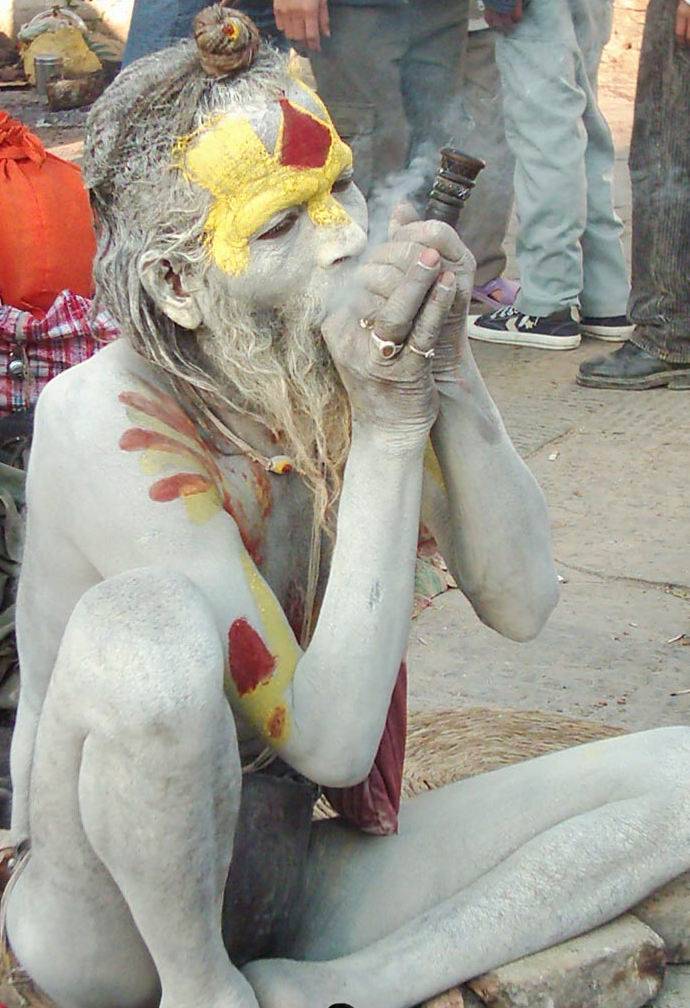
Sadhu au Temple de Pashupatinath.

1. Le vishnouisme ou vaishnava qui se rapporte au culte de Dieu en tant que Vishnu ou l'un de ses avatars. Les Livres sacrés sont le Bhâgavata Purâna — souvent appelé Shrîmad-bhâgavatam — et la Bhagavad-Gîtâ.
2. Le shivaïsme ou shaivisme qui se rapporte au culte de Shiva dont la Légende est rapportée dans le Shiva Purâna[62]. La divinité Rudra des Védas est identifiée à Shiva.
3. Le shaktisme, se subdivise en deux ou trois branches selon les classifications et se rapporte à la réalisation de shakti, l'aspect « acte de prise de conscience » souvent associé à une forme de Devî, la déesse mère (comme Kâlî, Durga, etc. — le shaktisme est lié au tantrisme : l'un et l'autre constituent, d'une certaine manière, le développement extrême de l'hindouisme[41]).
4. La Tradition smarta (de smriti), courant considérant comme suprême le caractère impersonnel et ineffable du Brahman et dont les adeptes rendent un culte à plusieurs divinités principales : Shiva, Vishnou, Durgâ, Surya et Ganesh ou Skanda.

Chacun de ces cultes se pratique avec les mêmes moyens philosophiques ou de yoga, ce sont leurs méthodes qui diffèrent. Ces dénominations ne devraient pas être considérées comme des « Églises », parce qu'il n'y a aucun dogme central dans l'hindouisme, et les croyances individuelles sont toujours respectées. D'ailleurs, une importante majorité des hindous modernes peut ne pas se considérer comme appartenant à une dénomination précise.
Selon une estimation générale, les Vaishnavas constituent approximativement une majorité d'hindous à ce jour[Quand ?][réf. nécessaire], estimant que Vishnou personnalise le Brahman, le vénérant souvent par le biais, entre autres, des deux avatars — ou incarnations terrestres — de Vishnou, Râma et Krishna. Les hindous non-vishnouïtes sont le plus souvent des Shivaïtes (surtout localisés dans le Sud de l'Inde), qui considèrent Shiva ou ses fils comme le(s) représentant(s) du Brahman ; le reste assimile la Shakti au Brahman, Ishvari ou la déesse Kâlî/Durga. Mais, bien souvent, le croyant hindou possède chez lui les représentations de plusieurs de ces formes de Dieu (Ishvara).

### Rishabha dans l'hindouisme
Rishabhanatha (« Seigneur Taureau »), ou Rishabha (« Taureau »), est l'un des vingt-deux avatars de Vishnou dans la Bhagavata Purana,,. Certains chercheurs affirment que cet avatar représente le premier Tirthankara du jaïnisme du même nom.

### Bouddha dans l'hindouisme

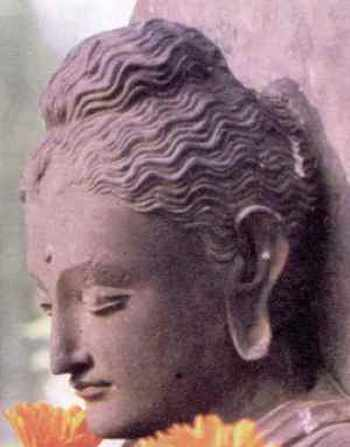
Bouddha est vénéré par certains hindous en tant qu'avatar de Vishnou.

Dans l'hindouisme, Bouddha est considéré dans certaines branches comme un Avatar de Vishnou. Dans les textes pouraniques, il est le vingt-quatrième des vingt-cinq avatars, préfigurant une prochaine incarnation finale. Un certain nombre de traditions hindoues parlent du Bouddha comme du plus récent, précédant l'avatar à venir Kalkî, des dix avatars principaux connus sous le nom de Dashâvatar (Dix Incarnations de Dieu).

## Croyances, rituels et pratiques communes

### Quatre buts de la vie (purushartha)
En parallèle des quatre périodes de la vie hindoue, l'hindouisme considère qu'il existe quatre buts à l'existence ou pouroushârtha. Les désirs des vivants, de l'Être-monade (Pourousha), étant naturels, chacun de ces buts sert à parfaire la connaissance de l'Être puisque, par l'éveil des sens et sa participation au monde selon des principes vertueux et sociaux, il en découvre les principes. Cependant, selon la théorie hindoue, l'être humain doit se garder d'en être charmé ou de faire d'un de ces buts un absolu isolé, sous peine d'errer sans fin dans le cycle du samsâra ; dans le Niralamba Upanishad, on précise que la volonté de l'homme qui se voue à atteindre exclusivement le moksha renforce la servitude et l'éloigne de ce but suprême : « La servitude, c'est aussi envisager de se consacrer exclusivement à la poursuite de la libération (moksha) ».

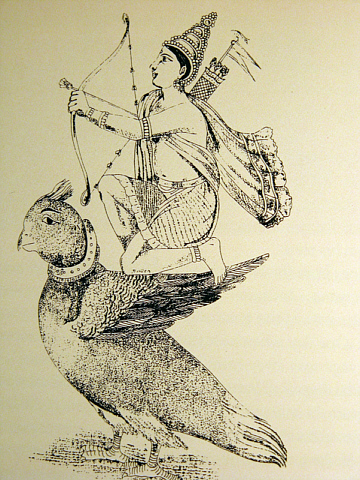
Kâmadêva, la divinité de l'amour et du désir (Kama)

1. Kâma ou le désir : et plus particulièrement le désir et le plaisir amoureux. Dans la mythologie, le dieu Amour, Kâma est la source de la création. Les Kâmasûtra[69] exposent les moyens d'exalter les sens et d'épanouir la vie de couple, l'érotisme, « sans aucun tabou de principe » (les pratiques homosexuelles y ont aussi leur place)[70]. L'homme et la femme s'unissent et recréent l'unité divine. Le plaisir doit être dirigé dans le but de la connaissance et ne doit pas devenir un mode de vie qui conduirait à accomplir des actes immoraux ou adharmiques (contraire au Dharma, voir ci-dessous).
2. Artha ou la prospérité matérielle : L'homme doit participer à la société en se créant un patrimoine et des relations qui seront le fruit de son travail. Il doit faire attention de ne pas se faire abuser par le charme d'une vie d'aisance, mais doit en retirer un enseignement. La période de Grihastha est propice au développement de ce but.
3. Dharma ou le devoir : Le Dharma doit diriger toutes les quatre périodes de la vie hindoue. Le devoir permet à l'homme de poursuivre sa vie sur le droit chemin, en se conformant au droit et à la morale qui sont transcrits dans les Dharma-Sûtra ou la Manu-Samhitâ dite Lois de Manu[71].
4. Moksha ou la délivrance : Durant les deux dernières périodes de la vie de l'hindou, celui-ci recherche moksha, la libération du cycle des réincarnations. Mais il s'agit surtout du but de la vie de l'hindou qui peut y parvenir selon différents moyens, comme le Bhakti-Yoga (voir philosophie indienne). D'après la tradition hindoue, l'homme qui a manqué sa délivrance doit parcourir un cycle de 8 400 000 re-naissances dans d'autres conditions que la condition humaine avant d'y accéder à nouveau[72]. Néanmoins, il ne faut pas oublier que pour l'hindouisme, grâce à la bhakti (dévotion), même un animal peut atteindre la Délivrance grâce à sa dévotion envers une divinité, contrairement au bouddhisme, au jaïnisme ou au sikhisme, religions indiennes qui considèrent qu'il faut être né humain pour pouvoir accéder au moksha[note 12]. La conquête de cette liberté absolue constitue le but de toutes les philosophies et de toutes les techniques mystiques indiennes[25].

Ces vers de Kâlidâsa résument parfaitement cette pensée :

« Enfants, ils s'attachent à l'étude ; jeunes gens, recherchent les plaisirs ; vieillards, pratiquent l'ascèse ; et c'est dans le yoga qu'ils achèvent leur existence. »

— (Raghuvamça)

### Quatre étapes de la vie (ashrama)

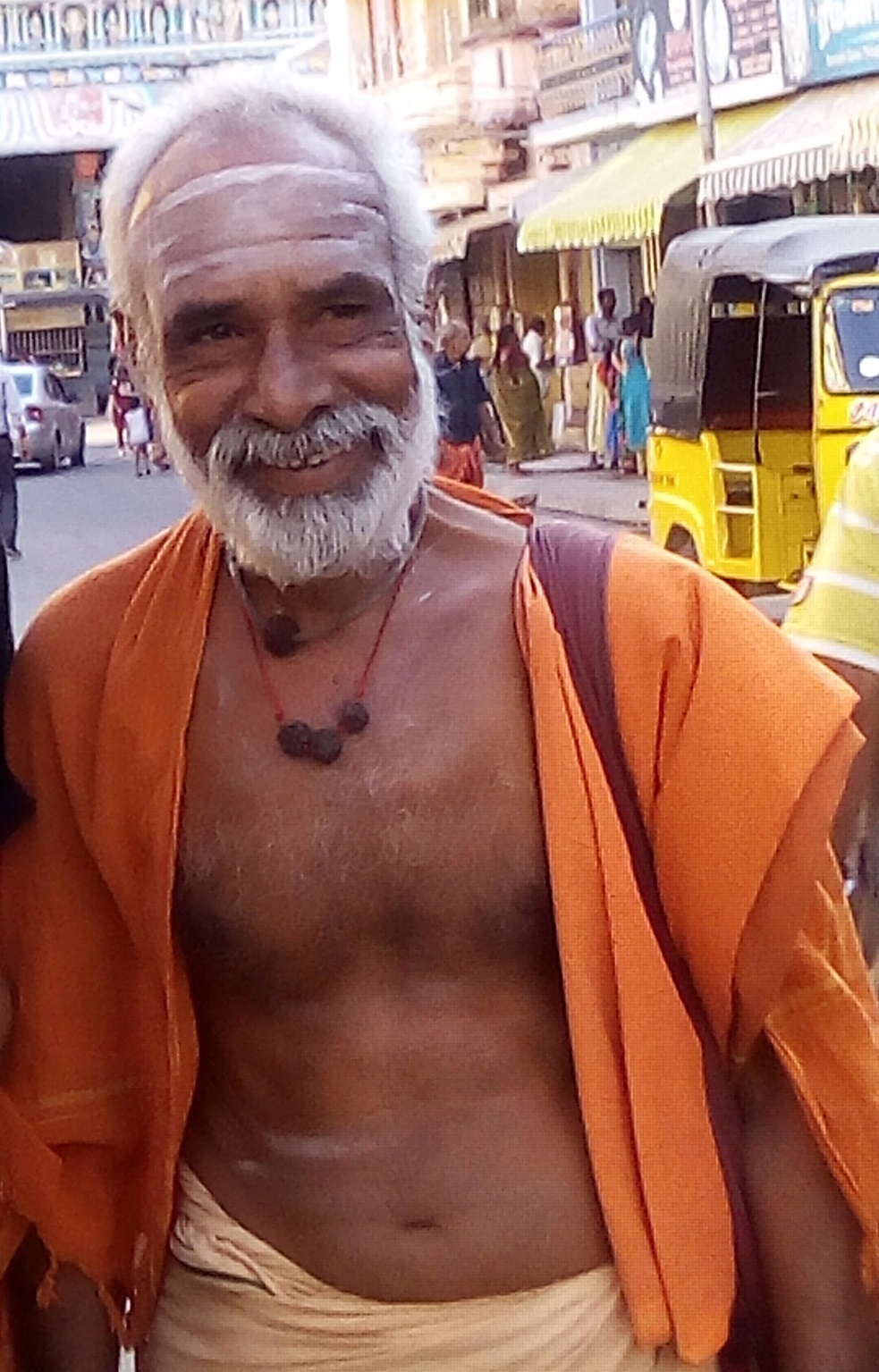
Un Sâdhu, dans le Tamil Nadu : l'état d'ascète errant (sannyasin) est la dernière étape de vie.

La vie spirituelle d'un hindou est traditionnellement divisée en quatre stades ou âshrama. Ces quatre stades sont étroitement liés aux quatre buts de la vie, chacun de ces stades permettant d'atteindre au mieux ces buts. Cette rigueur permettait d'accéder à une vie spirituelle remplie.
1. Le Brahmacharya est la période de la vie de l'éducation. Elle consiste en l'étude approfondie des textes sacrés, principalement des Vedas. Ce stade est réservé aux enfants et aux étudiants, la chasteté et la continence en sont les principales vertus. Le guru ou maître spirituel est alors considéré comme le représentant de la divinité, l'élève lui doit obéissance et respect.
2. Le grihastha ou gārhasthya correspond aux nécessités de suivre une vie active et mondaine : c'est celle du père de famille dans la force de l'âge dont le but est d'avoir une descendance et doit s'enrichir pour le bien de sa famille.
3. Le Vānaprastha est le stade qui correspond à une vie de retraite loin des attachements de la vie matérielle et de la famille. Une fois les buts matériels réalisés, l'observant quitte son foyer pour obtenir le salut.
4. Le Samnyasa est le dernier stade de la vie qui permet d'atteindre Moksha, la libération spirituelle[75] : c'est l'état d'ascète errant[76].

Aujourd'hui, ces observances ne sont plus suivies avec rigueur. La philosophie de la bhakti qui consiste dans le culte des dieux tend à supplanter cette tradition.[réf. nécessaire]

### Société brahmanique, les quatre varnas (système de caste)
« Les quatre varnas assumaient avec rigueur leurs responsabilités. Les brâhmanes suivaient scrupuleusement les règles de vie recommandées par les textes : ils étaient pleins de foi, de douceur et de bonnes manières, savants connaisseurs des Védas et de leurs six branches. Les kshatriyas, guerriers, s'exerçaient dans les vertus de courage, de fidélité et de détermination : ils étaient attachés au code d'honneur de leur varna. Les vaïshyas, commerçants, artisans et agriculteurs, remplissaient avec honnêteté et dévouement les devoirs de leur métier, sans penser à des gains illicites. Les shoûdras servaient avec joie les autres varnas, et ils étaient hautement respectés pour leur zèle par les brâhmanes, les kshatriyas et les vaïshyas. »

— Valmiki, Le Râmâyana.
La société hindoue a été depuis traditionnellement divisée à partir de ces quatre grandes classes, basées sur la place que l'homme a dans le rituel védique et la profession :

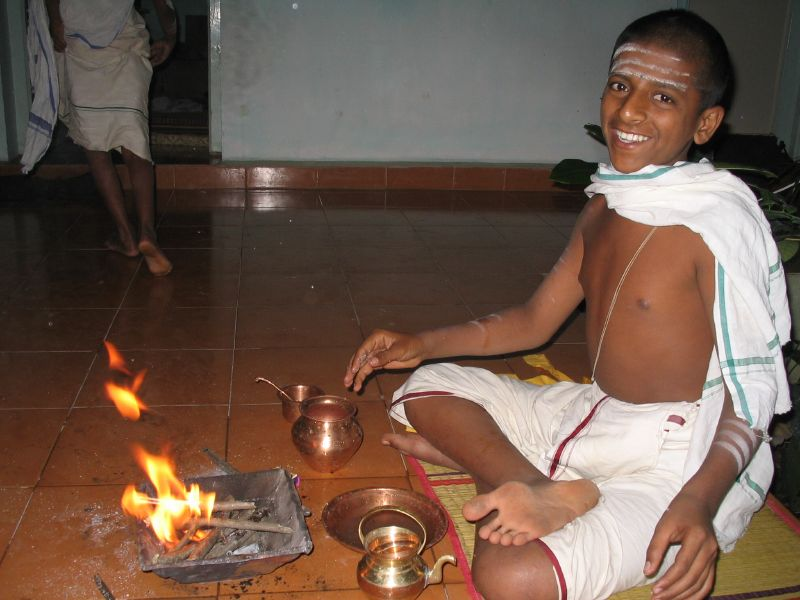
Jeune brahmane shivaïte

- les Brahmanes : les prêtres, le clerc enseignant qui professent le Brahman (d'où leur titre) ;
- les Kshatriyas : les guerriers, les rois et les administrateurs (qui protègent les Brâhmanes et la réalisation des quatre buts des créatures – Kâma, Artha, Dharma et Moksha) ;
- les Vaishyas : les paysans, commerçants et artisans (qui cultivent richesses matérielles en prêtant allégeance aux valeurs brahmaniques) ;
- les Shudras : les serviteurs (ceux qui obéissent aux trois classes supérieures considérées comme dvija, « deux fois nés ») ; les enfants de Brâhmanes sont considérés comme Shudra tant qu'ils n'ont pas assimilé les textes sacrés, reçu l'initiation védique[10].

Ces classes sont dénommées varna (« couleur ») et le système a été appelé Varna Vyavastha. Le système de varna est une partie intégrante de l'hindouisme, et il est strictement sanctionné par les textes du Véda. Les textes de la Smriti (y compris les Lois de Manu) ont élaboré les règles de ce système. La Bhagavad-Gita résume précisément ces distinctions :

« Les devoirs des brâhmanes, kshatriya, vaishya, shudra se répartissent en fonction des qualités primordiales d'où vient leur nature propre. Sérénité, maîtrise de soi, ascèse, pureté, patience et rectitude, connaissance, discernement et foi, tels sont les devoirs du brâhmane selon sa nature. La vaillance, la gloire, la constance et l'adresse, le refus de la fuite, le don et la seigneurie, tels sont les devoirs du kshatriya selon sa nature. Soin des champs et du bétail, négoce, tels sont les devoirs du vaishya selon sa nature. Servir est le devoir du shudra selon sa nature. »

— Bhagavad-Gita, XVIII, 41-44, d'après la traduction d'Émile Senart, Les Belles Lettres, 1967.

#### Évolution du système de castes
Le système de castes basé sur la naissance, qui existe en Inde moderne, n'existait pas dans l'hindouisme védique antique. Un hymne célèbre du Veda indique ainsi :

« Je suis un poète, mon père est un médecin, le travail de ma mère est de moudre le blé… »

— (Rig-Veda 9, 112, 3)
Précédemment, le système était seulement basé sur la profession, la place dans le rituel védique et le caractère, et il y a toujours eu des exemples où les gens ont librement changé de profession et se sont librement inter-mariés.
Selon Jean Herbert, « tout au long de l’histoire de l’Inde, on a discuté pour savoir si l’homme se rangeait dans l’une ou l’autre des castes par droit de naissance ou par les vertus dont il faisait preuve. Il y a dans le Mahâbhârata [Vana Parvan, chap. CLXXIX] un dialogue qui illustre bien ces deux conceptions [et dans lequel] Yudhishthira [dit a] Nahusha (en) : "Celui-là est brahmane, disent les sages, en qui se manifestent la vérité, la charité, le pardon, la bonne conduite, la bienveillance, l’observation des rites de son ordre et la compassion. (…) Un shûdra n’est pas shûdra exclusivement par sa naissance, et un brahmane n’est pas non plus brahmane exclusivement par sa naissance. Celui-là, disent les sages, chez qui l’on voit ces vertus est brahmane. Et les gens appellent shûdra celui chez qui ces qualités n’existent pas, même s’il est brahmane de naissance ».
Ce système fut fixé sur la naissance au début du Moyen Âge indien. Ainsi, avec l'évolution de plusieurs sous-castes (avec une classe des intouchables hors du Varna Vyavastha), le système a évolué vers le système de castes comme nous le connaissons aujourd'hui.
Avec la modernisation, les différences des quatre castes traditionnelles demeurent sans avoir de poids autre que symbolique dans l'Inde contemporaine, mais, en revanche, s'amplifient et s'aggravent les tensions pour le contrôle des richesses, surtout au sein de la multitude des basses castes, dont les Intouchables (Dalit).
L'anthropologue Robert Deliège rappelle ainsi :

« Les atrocités commises à l'encontre des Intouchables sont perpétrées par des membres de basses castes. Bien des conflits qui prennent la forme d'une guerre de castes sont en réalité liés au contrôle de la terre : les plus agressifs sont souvent des paysans qui ont acquis de la terre récemment (ou parfois les grands propriétaires terriens), et qui sont sociologiquement très proches des Intouchables [c'est-à-dire non-végétariens, pratiquant des rituels sanglants et une endogamie systématique au sein du clan]. »

#### Explication théologique
Le système des varnas s'explique théologiquement : dans l'hindouisme, on considère que la société sacrée est organisée selon l'équilibre du dharma (en sachant que l'épouse/parèdre de Dharma déva, dieu de l'Ordre sacré, est Ahimsâ dévî, déesse de l'universelle Non-violence, tous deux parents du Dieu-Roi Vishnu ; lorsque le dharma s'affaiblit, lorsque la violence envers les créatures gagne du terrain et la déesse Terre, Bhu dévi, est en danger — la Terre étant une des épouses de Vishnu —, Vishnu se fait justement avatâr, « descente » de Dieu sur Terre, pour tuer les démons fautifs qui engendrent le désordre cosmique, nient les divins parents de Vishnu — Dharma et Ahimsâ — et ce faisant font souffrir les vies, afin de redonner aux brâhmanes leur place primordiale qui maintient l'harmonie universelle où les autres varna sont tous respectueux de leur ordre, — dharma). Cette organisation sacrée permet la régulation des rapports entre les hommes et de définir les actes qui leur incombent, afin de ne pas laisser prospérer l'orgueil, du moins au niveau communautaire. Ce souci d'équilibre a une origine doctrinale, car elle répond à la symbolique des gunas, ou qualités/saveurs. Aux trois gunas correspondent des couleurs (le noir, le rouge et le blanc) qui sont chacune associées à un varna. À l'origine, l'hindou ne naît pas dans un varna : il s'insère dans celle-ci en fonction du rôle qu'il est amené à jouer et des responsabilités qui lui reviendront. Beaucoup de textes mythologiques dénoncent l'usurpation au titre de brâhmane de certains personnages qui, sous couvert de la naissance, profitaient d'un statut valorisant sans s'acquitter de leurs devoirs. Mais, à la suite des invasions comme de la colonisation britannique, la règle s'est resserrée au profit des castes dirigeantes, enfermant les shûdras dans un statut de dominés par la société.[réf. nécessaire]

« Il n'est point d'entité, ni sur la terre, ni au ciel parmi les dieux, qui ne soit sujette au jeu de ces trois qualités (gunas) nées de la nature. Les œuvres des brahmanes, des kshatriyas, des vaïshyas et des shûdras se distinguent selon les qualités (gunas) nées de leur propre nature intérieure. »

— (Bhagavad-Gîtâ, XVIII, 40 et 41)
Ce faisant, selon la philosophie samkhya, la qualité principale du Brâhmane est le sattva, la qualité lumineuse harmonieuse de la connaissance transcendant le rajas (qualité active) et le tamas (qualité de l'ignorance passive), celle du kshatriya
est principalement un mélange de sattva et de rajas (ce dernier étant la qualité crépusculaire et dynamique faisant passer du sattva au tamas, ou l'inverse), celle du vaishya est un mélange de rajas et de tamas, et celle du shudra est principalement du tamas, qualité obscure et lourde de non-connaissance venant du moi (ce qui explique pourquoi même les enfants de Brâhmanes sont shudra tant qu'ils n'ont pas reçu l'initiation védique : la connaissance brahmanique doit tuer la tendance naturelle de l'ego à obscurcir la conscience).
La croyance hindoue soutient que ce système est « naturel »,, qu'on le retrouve dans le règne animal (fourmis, abeilles et les mammifères vivant en troupeaux) et dans l'organisation familiale (respect et autorité des parents et ancêtres), comme dans la société. En effet, l'hindouisme ne fait pas de différence entre culture et nature, le dharma, devoir de chaque être, est une « loi naturelle », et l'humanité n'est pas vue en tant qu'entité homogène chargée de soumettre le monde et les autres êtres, mais nécessairement plurielle et vouée à se transformer, comme l'explique Michel Angot :

« L'anthropologie brahmanique n'est pas anthropocentrique. […] Les questions premières sont : Qui suis-je ? Où en suis-je dans l'échelle des êtres ? […] Ce que nous nommons l'homme n'est pas la mesure de toutes choses ni le centre du monde, et l'univers n'est pas ordonné pour lui, sauf à considérer son orientation finale [Moksha]. Les frontières qui le séparent des autres catégories d'êtres sont perméables, ouvertes. Ni animal politique comme en Grèce, ni créature de Dieu destinée à dominer les animaux et le monde, l'homme est pénétré par le monde qu'il parcourt et intègre ce faisant. On le saisit instantanément sur l'échelle des êtres : il est shudra, kshatriya, brahmane, etc., mais cette hiérarchie instantanée n'est pas définitive, elle est une échelle à parcourir. »

Du point de vue hindou, ce système serait évolutif et s'adapterait avec la société ; ainsi :

« Le système des varna proposait à tous un idéal en fonction duquel chaque groupe devait se situer et que la Bhagavad-Gîta décrit ainsi : « L'intrépidité, l'intégrité, la fermeté à acquérir, la science, la générosité, la maîtrise de soi, la pitié, l'humilité, l'ascèse et la droiture, la non-violence [envers les créatures], la véracité, la patience, le renoncement, la sérénité et la sincérité, la bonté pour tous les êtres, le désintéressement, la tendresse, la pudeur et la tranquillité, l'énergie, l'endurance, la volonté, la pureté, l'indulgence et la modestie, tels sont les traits de l'homme en marche vers le divin. » C'est évidemment le portrait du brâhmane idéal. Mais que l'on y regarde de plus près, ce qui est proposé à l'émulation et au respect de tous, c'est un ensemble de valeurs précises et qui vont à contre-courant non seulement des mentalités indiennes de ce temps là, mais de toute société concrète humaine ; la pauvreté et non la richesse, la non-violence et non la violence, l'ouverture à tous et non le chauvinisme, etc. »

— Le modèle indou, Guy Deleury.

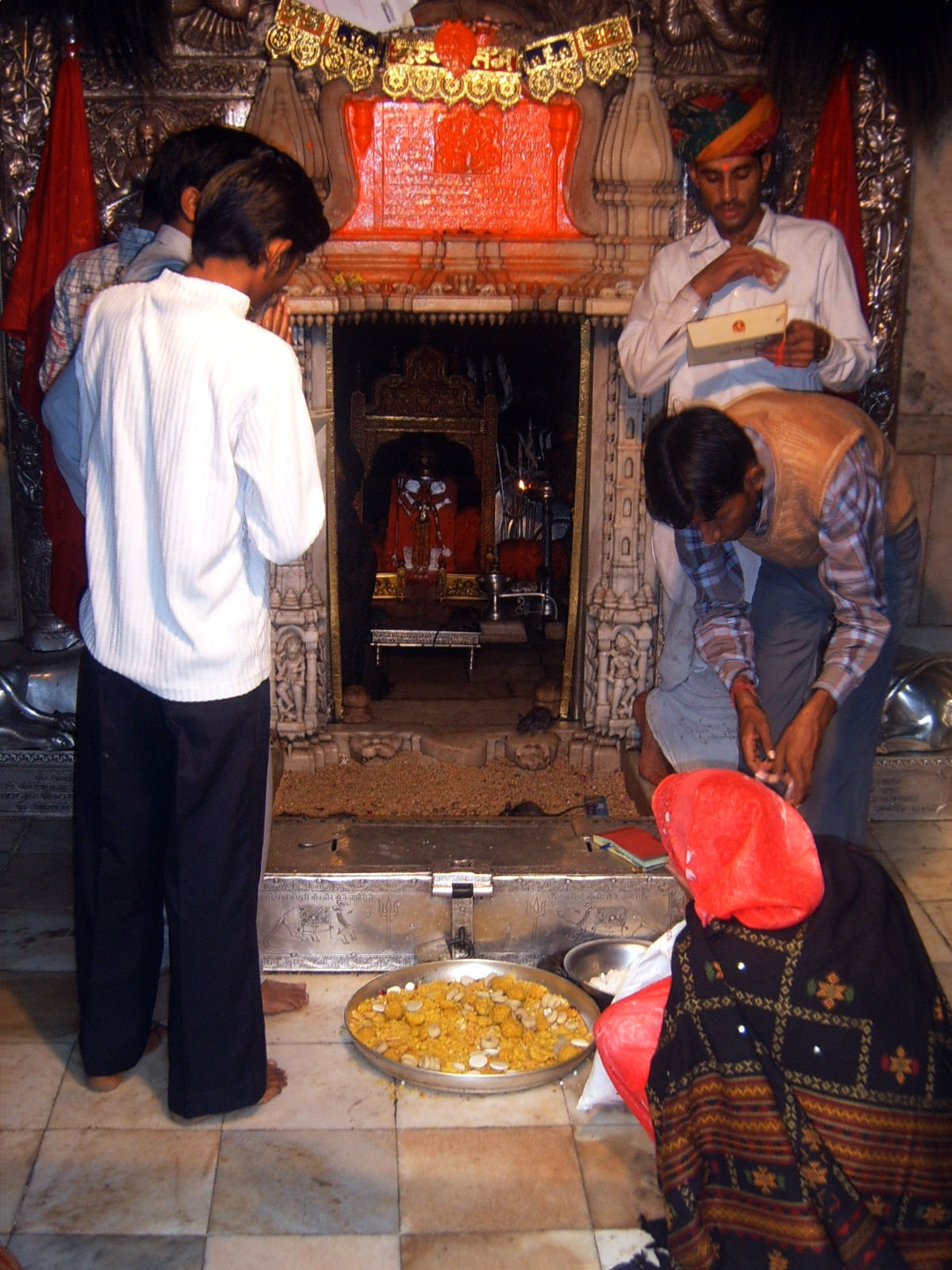
Dévotions face à la cella du temple de Karni Mata à Deshnoke, au Rajasthan.

Il existerait ainsi une distinction entre le système tel qu'il serait exprimé par les textes et son application courante. Aurobindo écrit : « Les paroles de la Gîtâ se rapportent à l'ancien système de chaturvarna, tel qu'il existait ou est supposé avoir existé en sa pureté idéale — fût-ce jamais autre chose qu'un idéal, une norme générale, suivis de plus ou moins près dans la pratique ? »
Il est possible d'être rejeté de sa caste (surtout les brâhmanes, qui ont beaucoup plus de devoirs à honorer et de purifications à maintenir que le simple shudra, à qui l'on demande seulement de respecter et de servir l'autorité brahmanique et ceux qui la protègent — par la force physique (si l'on est kshatriya) ou par la richesse matérielle (si l'on est vaishya ou shudra), mais, pour cela, les fautes de l'individu doivent être relativement graves. En Inde, on reconnaît cinq péchés majeurs ou mahâpataka, le plus grave étant le meurtre d'un brahmane (ou brahmahatyâ), mais la consommation d'alcool, le vol, l'adultère avec la femme de son gourou et la protection de criminels sont également sévèrement punis[réf. nécessaire]. Perdre sa caste peut être douloureux pour un hindou, puisque vivre au sein d'une communauté soudée offre un certain nombre d'avantages et de protections.

### Ahimsâ (la non-violence), le régime végétarien et la vache sacrée

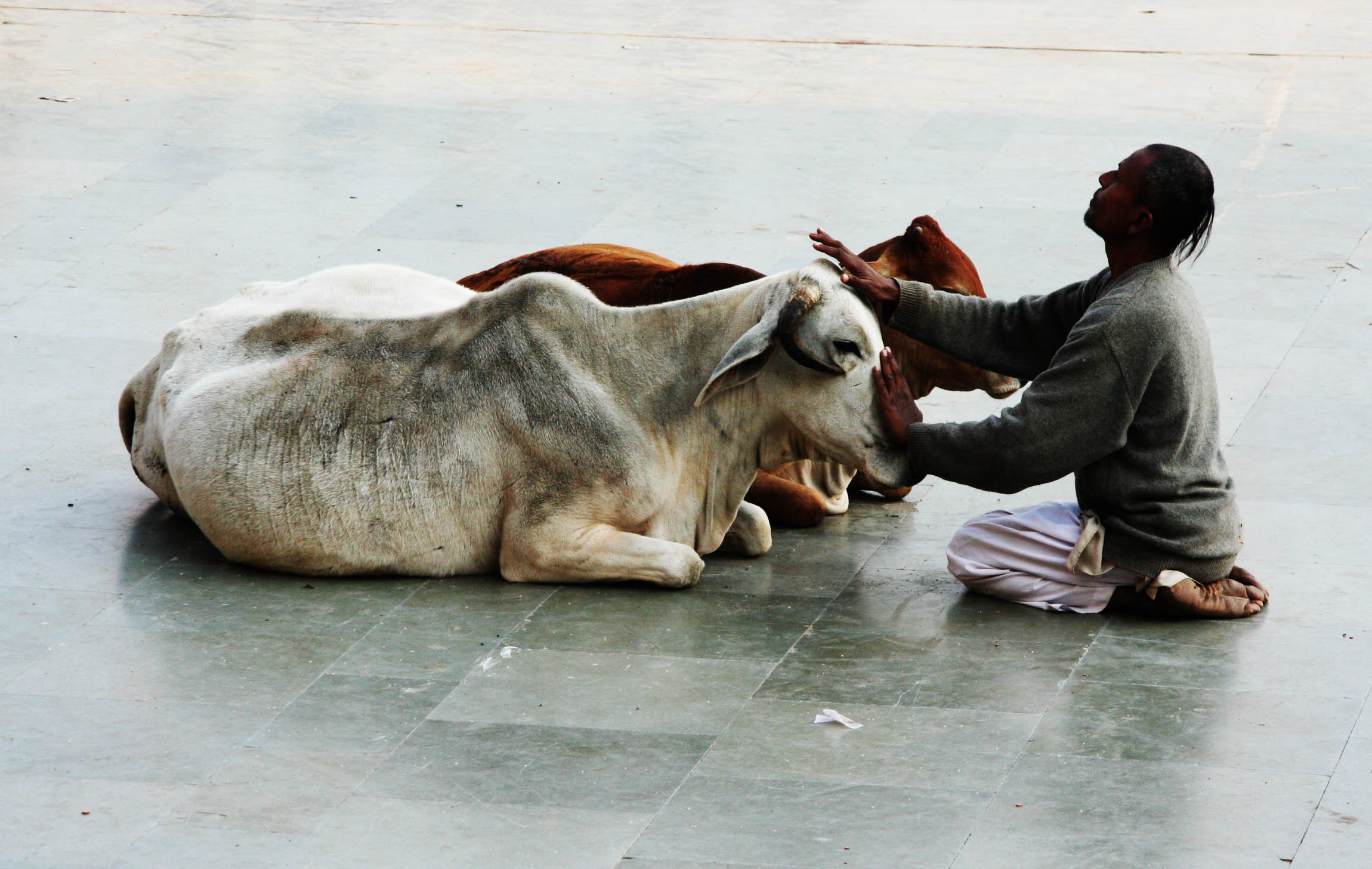
Hindou en prière face à deux vaches ou gao mata (« mères vaches »)

L'hindouisme prescrit des devoirs universels, tels que l'hospitalité,, s'abstenir de blesser les êtres vivants ou non-violence (ahimsa), l'honnêteté (asteya), la patience, la tolérance, le contrôle de soi, la compassion (karuna),, la charité (dāna),, et la bienveillance (kshama), entre autres.
Ahimsâ, « épouse » ou shakti du primordial Dharma (« Devoir »), est un concept qui recommande la non-violence et le respect pour toute vie, humaine et animale, et même végétale (voir les Bishnoï). Ahimsâ est assez souvent traduit par non-violence. En fait, ce terme signifie, dans son sens exact, non-nuisance à l'égard de tous les êtres vivants ou respect de la vie sous toutes ses formes. Dans un sens positif, ou actif, l'ahimsâ est synonyme de compassion, de générosité. La racine sanskrite est hims (« nuire ») avec le privatif « a ». L'ahimsâ est fondé sur une injonction védique :

« माहिंस्यात्सर्वभूतानि, mâhimsyât sarvabhûtâni (qu'on ne nuise à aucun être vivant) »

Mais le terme ahimsâ apparaît pour la première fois dès les Oupanishads et dans le Raja-Yoga, c'est le premier des cinq yamas, ou vœux éternels, les restrictions indispensables du yoga. Les textes sacrés brahmaniques insistent beaucoup sur le fait que l'Ahimsâ et toutes les valeurs qui en découlent (amitié équanime, charité, abnégation altruiste, etc.) sont l'éthique incontournable et fondamentale.
Cette pratique non violente dans l'hindouisme est en lien étroit avec le végétarisme et la doctrine de la réincarnation des âmes qui pousse à voir comme un égal à soi-même tout ce qui vit ; à ce sujet, Bhishma dit dans le Mahâbhârata :

« La viande des animaux est comme la chair de nos propres fils »

La croyance en la réincarnation est fondamentale dans le bouddhisme, le jaïnisme et l'hindouisme : nous avons été, nous sommes et nous serons (peut-être) tous des animaux au cours de nos innombrables vies. En réalité, selon l'hindouisme, du fait qu'il y a une infinité d'univers et que le cycle des réincarnations est sans commencement, tous les végétaux et animaux sont tous d'anciens humains qui n'ont pas réussi à accéder au Nirvâna. Naître humain est donc vu comme une chance rare à ne pas gaspiller en désirs et actes égoïstes qui noient dans le samsara.
L'Ahimsâ est la notion philosophique de l'hindouisme (mais aussi du bouddhisme ou du jaïnisme) qui introduit le végétarisme comme norme dans l'alimentation. D'après certaines estimations, 85 % de la population hindoue suit un régime végétarien (pas de viande, de poisson ni d'œufs ; les œufs non fécondés sont considérés comme aliments non végétariens, en Inde) : surtout dans les communautés orthodoxes de l'Inde du Sud, dans certains États du Nord comme le Gujarat ou du Sud au Karnataka (où l'influence des jaïns est significative). Ce régime alimentaire est principalement fondé sur une nourriture à base de laitages et produits verts. Quelques-uns évitent même l'oignon et l'ail, qui sont considérés comme ayant des propriétés rajas, c'est-à-dire « passionnelles ». Dans l'Inde traditionnelle, un brahmane n'était rien sans sa vache, car elle lui fournissait l'offrande aux dieux la plus appréciée. Le svadharma (le dharma personnel) des brahmanes inclut le végétarisme, le brahmane étant appelé à mener une vie absolument pure (le Mahâbhârata déclare à ce sujet : « Qui est brahmane ? C'est celui en qui se manifeste la charité, le pardon, la bonne conduite, la bienveillance, la compassion et l'observation des rites de son ordre. Les gens en qui ces qualités n'existent pas sont des shudras, même s'ils seraient nés de parents brahmanes »). L'hindouisme encourage le végétarisme. La consommation de viande, de poisson (et d'œufs fécondés) n'est pas promue, seulement tolérée, dans le cadre du rang que l'hindouisme lui a assigné dès les Védas : inférieur, non respectueux de l'ahimsâ et impur par rapport à un régime végétarien.

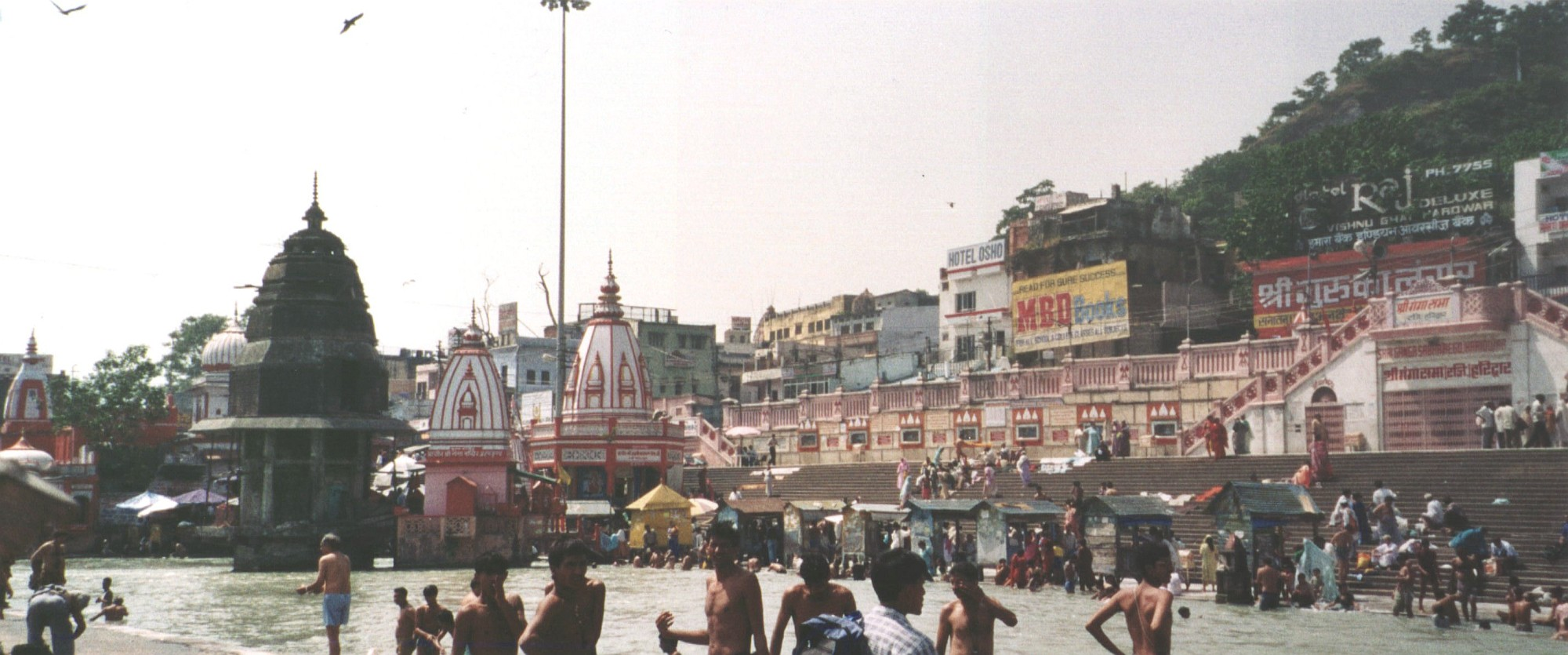
ici, Haridwar : les alcools et les aliments non-végétariens (viande, poisson, œufs) sont totalement prohibés dans cette ville sainte de l'hindouisme, comme dans presque toutes les villes saintes de l'Inde.

Certains brahmanes sont non seulement végétariens mais végétaliens, c'est-à-dire qu'ils ne consomment aucun produit d'origine animale (lait, etc.).
D'une façon générale, les Upanishads, déjà (à partir du VIe siècle av. J.-C.), soulignent que les bêtes et les humains sont semblables, puisque tous hébergent en eux l'âtman, et de ce fait sont les sanctuaires du Brahman (« Absolu », la plus haute notion de Dieu, dans l'hindouisme). C'est précisément parce que tous les êtres vivants sont le sanctuaire du Brahman qu'il n'y a pas en Inde de temple du Brahman, comme il y a des temples de Vishnou ou de Shiva.
On peut constater que dans la plupart des villes saintes hindoues, il existe une interdiction de tous les aliments non-végétariens et de tous les alcools, et une interdiction légale existe même sur l'abattage de bovins dans 22 États sur les 29 existants en Inde. Parmi ceux-là le fait de tuer une vache peut être puni de perpétuité. Le cuir d'une vache morte de cause naturelle est cependant acceptable.[réf. nécessaire] Les Lois de Manu indiquent que celui qui a commis le crime d'avoir tué une vache, doit se baigner dans de l'urine bovine pour se purifier, et vivre parmi un troupeau de bovins et les imiter pendant trois mois, marchant quand les bovins marchent et se reposant quand ils se reposent, aidant un veau s'il est coincé dans un trou à s'en sortir : s'il réalise cela, il est lavé de son péché[réf. nécessaire]. Par le port rituellement approprié des grains appelés rudrâksha, on peut se libérer de ce type de péché (entre autres). À ce propos, on peut lire dans le Shiva-purâna : « Un rudrâksha à deux faces est Îsha, le Seigneur de l'univers. Il comble tous les désirs. En particulier, il efface rapidement le crime d'avoir tué une vache »,.
La plupart des hindous voient la vache comme le meilleur représentant de la bienveillance de tous les animaux — puisqu’elle est l'animal le plus apprécié pour son lait, elle est vénérée comme une mère. La vache est le symbole du pouvoir du brâhmane et de l'Ahimsâ.

### Cycle de la vie

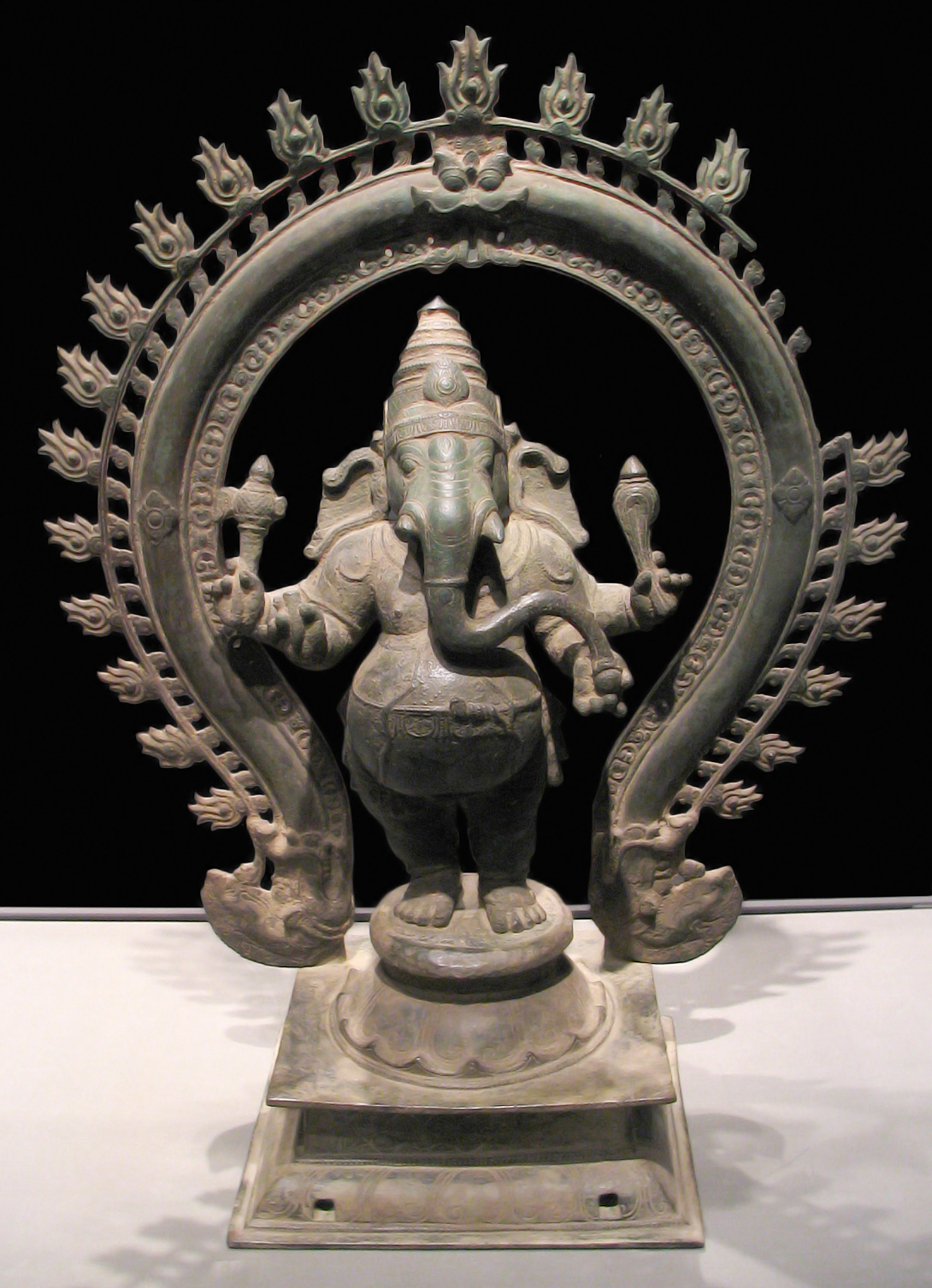
Ganesh

#### Karma et réincarnation
Le mot karma signifie « action ». L'hindou croit en une vie après la mort et avant la naissance, le corps n'étant qu'une enveloppe matérielle temporaire. Le gourou Yājñavalkya enseignait qu'à sa mort chaque homme subissait une dissolution ; le corps retournait à la terre, le sang à l'eau, le souffle au vent, la vue au soleil et l'intellect à la lune, mais les « actions non rémunérées » (celles qu'on a produites sans en récolter les conséquences) se réunissaient pour s'incarner de nouveau en un être. De cette façon, la notion, présente dans les Upanishads, de la transmigration des âmes (ou jiva, c'est l'atman - qui, lui, est purement immatériel - dans ou avec le corps organique) et de leur renaissance, se joignait à celle du karma (littéralement, l'« action »). Cependant, selon l'anthropologue Robert Deliège, la croyance en la réincarnation n'est pas uniformément ancrée en Inde, il y a des variations selon les populations, les milieux sociaux, les régions.
Le karma était à l'origine le seul acte rituel, ; mais par la suite, considéré comme moteur du samsâra, il est identifié à toute action déterminant de façon automatique non seulement la renaissance après la mort, mais aussi les formes de cette future existence et la situation que l'individu connaîtra dans sa nouvelle vie.
En d'autres termes, l'homme devient ce qu'il accomplit ; les bonnes actions d'une existence antérieure améliorent les conditions de vie de l'existence à venir, tandis que de mauvaises actions les aggravent : « On doit se considérer comme étant la cause unique de son bonheur et de son malheur, aussi doit-on s'en tenir au chemin salutaire, être sans crainte ».
Aussi chaque individu détermine-t-il par la loi de maturation des actes son propre destin dans la vie à venir, le « théâtre » de son fruit renouvelé (il n'est pas question de récompense ou de punition, puisqu'il n'y a personne pour récompenser ou punir).
Par ailleurs, dans cette succession sans commencement d'existences en tant que créatures mortelles, l'âtman demeure l'essence invariable, indivisible, indestructible et propre à tout être vivant, malgré sa mutation permanente à travers le temps, représentant ainsi la continuité du moi au sein de la migration des âmes, « par quoi nous sommes identiques les uns aux autres et identiques aux puissances de l'univers ».
Les différentes écoles de philosophie indienne enseignent plusieurs voies pour parvenir à la libération (moksha) de l'âme. À travers notamment la pratique du yoga, l'hindou peut choisir entre une variété de chemins tels que la dévotion (bhakti yoga), l'action désintéressée (karma yoga), la connaissance (jnana yoga) ou la méditation (raja yoga). La voie du bhakti yoga est la plus pratiquée car plus facile d'accès que les autres.

#### Corps
Selon Jean Herbert : « Aux yeux des hindous, le corps physique est à la fois un danger grave et une aide puissante. C’est là une des nombreuses ambivalences qui ne sont pas seulement des questions de vocabulaire, mais qui plongent profondément leurs racines dans la façon même dont les hindous se représentent les choses et les événements. Le corps, et plus particulièrement le corps humain, est précieux, car c’est seulement en l’employant que l’âme peut achever son évolution et parvenir à la libération. Même lorsqu’elle est arrivée dans un paradis, même lorsqu’elle a obtenu un corps divin, elle est obligée de redescendre sur la terre (karma-kshetra) pour y épuiser complètement son karma et se dégager définitivement du samsâra. « Les trois plus grands bienfaits, dit Shankara [dans le Viveka Chudamani], que puisse désirer une âme dans son évolution, sont une naissance humaine, la soif spirituelle, et le gourou qui doit la guider. Si elle réunit les trois, elle est certaine de parvenir à la libération ». Il ne faut donc pas traiter le corps avec mépris ; il faut le maintenir en excellent état ».

### Rituels
Les pratiquants effectuent de nombreux rituels qui leur permettent au quotidien d'exprimer et de rythmer leurs vies religieuses. Au-delà des rituels, ils passent de longues heures à méditer et se consacrer à leur divinité (devata).

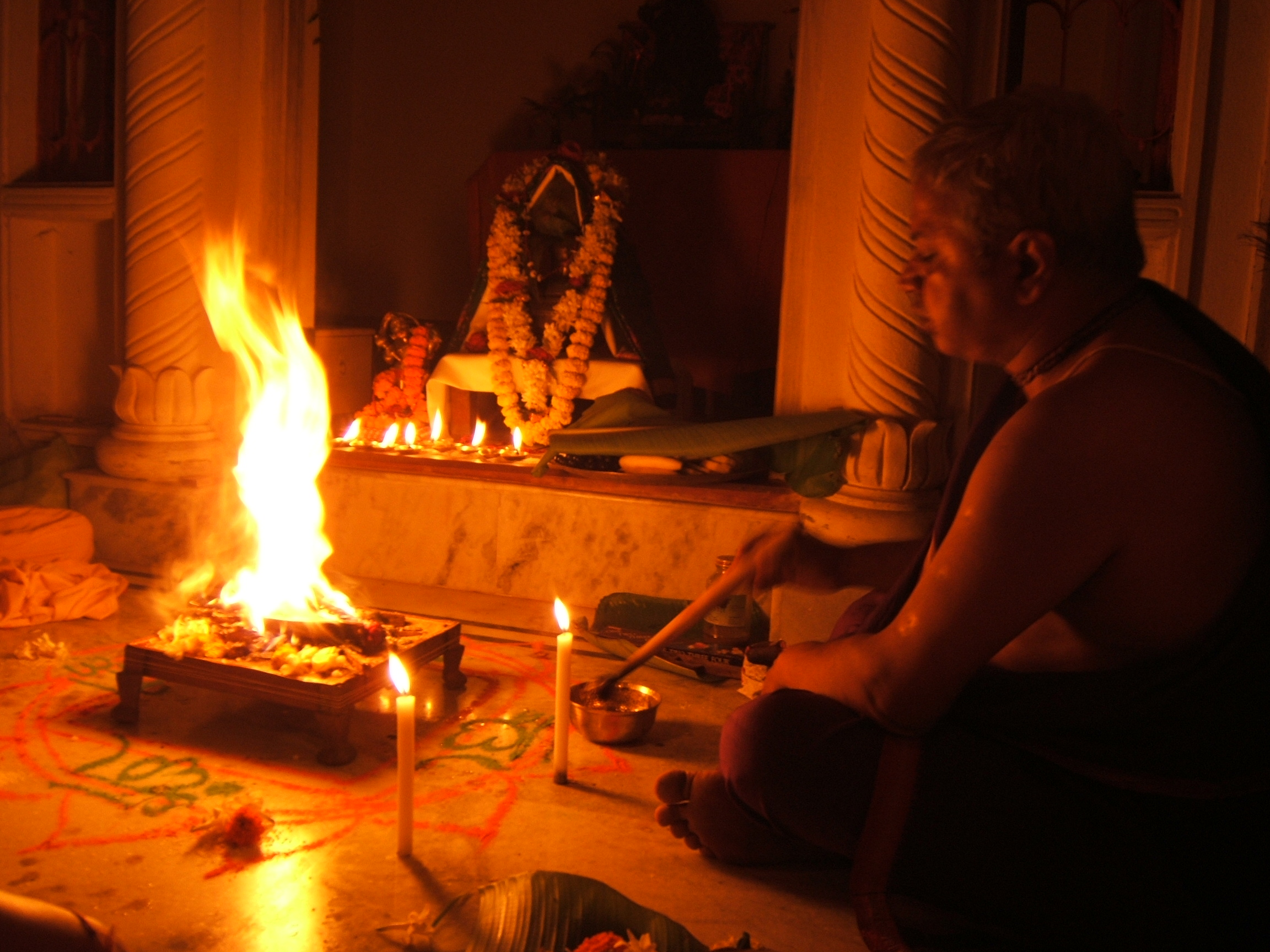
La Puja, le rituel d'offrande qui rythme la vie des hindous et dont les chants résonnent partout et à toute heure du jour et de la nuit

Les rituels peuvent être des offrandes, des purifications (ablutions, jeûne), la récitation de mantras ou de prières. Parmi les cérémonies, on peut citer la puja (rite quotidien) et le homa.
Les rituels peuvent se faire dans les temples (mandir) mais les pratiquants ont aussi chez eux une section consacrée, un autel, pour la réalisation de leurs rituels.

### Temples

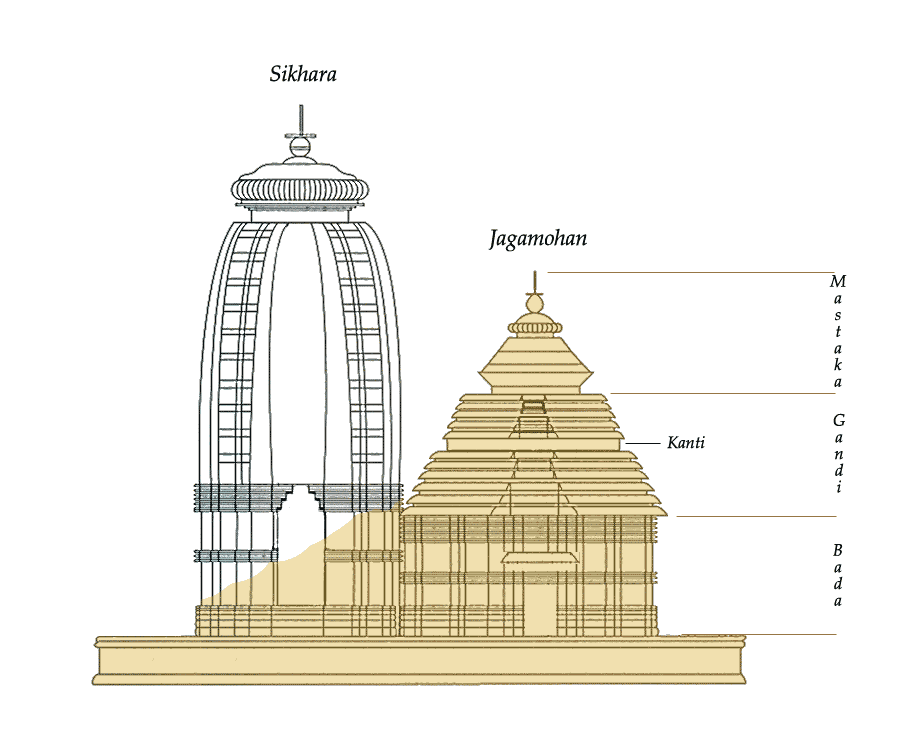
Schéma d'un temple de Konarak

Les temples hindous (mandir en hindi, koyil en tamoul) ont hérité des rites et des traditions riches et anciennes, et ont occupé une place particulière dans la société hindoue. Ils sont d'habitude dédiés à une divinité primaire, appelée la divinité tutélaire, et à d'autres divinités subalternes associées à la divinité principale. Cependant, quelques temples sont dédiés aux multiples divinités. La plupart des temples majeurs sont construits par les agama-shastras et beaucoup sont des sites de pèlerinage. Pour beaucoup d'hindous, les quatre shankaracharyas, fonctionnaires religieux chargés de donner des conseils religieux (les abbés des monastères de Badrinath, Puri, Sringeri et Dwarka — quatre des centres de pèlerinage les plus saints — et parfois un cinquième, celui de Kanchi) sont considérés par les hindous comme les quatre plus hauts patriarches. Le temple est un lieu pour le darshan (la vision de l'être-divin), pour la pūjā (le rituel), la méditation, parmi les autres activités religieuses. La pūjā ou adoration, utilise fréquemment l'aide d'une mūrti (la statue ou l'icône dans laquelle la présence divine est invoquée) conjointement avec des chants ou des mantras. La vénération de ces murtis est faite tous les jours dans un temple.

### Point sur le Svastika
Le swastika est un signe bénéfique, d'origine très ancienne, il se retrouve dans de nombreuses civilisations et symbolise la révolution du soleil et les forces cosmiques. Tourné vers la droite, il est lié à l'Ordre brahmanique, au Dharma, et représente le jour ; tourné vers la gauche, il est lié au Temps qui s'écoule au sein de la Nature/Prakriti et représente la nuit et la déesse Kâlî ; on l'appelle alors sauvastika. Sa composition en 4 branches, branches dépendantes les unes des autres pour former l'unité harmonieuse du tout bien équilibré, est le symbole même des 4 buts de la vie (Kâma, Artha, Dharma et Moksha), des 4 Vedas, des 4 varna (Brâhmane/enseignant, Kshatriya/défenseur, Vaishya/paysan-artisan et Shudra/serviteur) et des 4 périodes de la vie. Avec ses 4 branches qui convergent vers un même point, le bindu, il symbolise aussi le chiffre 5, avec les 5 éléments dont le bindu représente l'éther, la source de la création, et, par extension, le Nirvâna, état de l'être où l'on n'est plus soumis aux forces opposées de la Nature, transcendant les différentes catégories de créatures dépendantes de tel ou tel conditionnement physique qu'incarnent les 5 éléments. Enfin, le svastika exprime à lui seul une maxime védique enseignant la pluralité nécessaire des points de vue en ce qui concerne l'approche de la vérité (« Vérité », qui est, dans l'hindouisme, un des noms de Dieu) : Ekam sat anekâ panthâ, « la vérité est une, les chemins sont multiples », le bindu central (des quatre branches réunies du svastika) exprimant la vérité (ou l'Être) unique que l'on peut toujours approcher par divers chemins de connaissance, même si l'origine de ces chemins est toutefois différente, inverse (chemins de savoir interdépendants représentés par les quatre ramifications du svastika). Du fait de ce poids symbolique très important, qui va bien au-delà d'un simple aspect décoratif, le svastika se trouve être une forme sacrée relativement omniprésente dans le monde hindou.

## Dimension sociale

### Définition et différence de l'hindouisme et de l'Hindutva par la Cour suprême de l'Inde
En 1966 et en 1995, la Cour suprême de l'Inde, afin de savoir si l’utilisation de l’Hindutva dans les campagnes électorales pouvait être considérée comme une pratique de corruption au sens de l’article 123 de la loi sur la représentation du peuple, a donc décidé de différencier l'hindutva (idéologie politique) et l'hindouisme (religion), et ainsi a défini le cadre de la « foi hindoue »,,,comme suit :
1. L'acceptation respectueuse des Vedas en tant que plus Haute Autorité sur les sujets religieux et philosophiques et l’acceptation respectueuse des Vedas par les penseurs et philosophes hindous comme base unique de la philosophie hindoue[note 21] ;
2. L'esprit de tolérance et de bonne volonté pour comprendre et apprécier le point de vue de l’adversaire, basé sur la révélation que la vérité comporte plusieurs apparences ;
3. L'acceptation des six systèmes de philosophie hindoue et d’un rythme du monde qui connaît des périodes de création, de conservation et de destruction, périodes, ou yuga, se succédant sans fin ;
4. L'acceptation de la croyance dans la renaissance et la préexistence des êtres ;
5. La reconnaissance du fait que les moyens ou les manières d’accéder au salut (moksha) sont multiples ;
6. Le fait que, malgré le nombre des divinités à adorer, on peut être hindou et ne pas croire qu’il faille adorer des idoles ;
7. À la différence d’autres religions ou croyances, la religion hindoue n’est pas liée à un ensemble défini de concepts philosophiques

Alors que l'hindutva est défini en tant que concept politique qui va au delà de la religion englobant des aspects culturels, sociaux et politiques de la vie en Inde et incluant les autres religions indiennes comme le jaïnisme, le bouddhisme et le sikhisme.

### Médecine

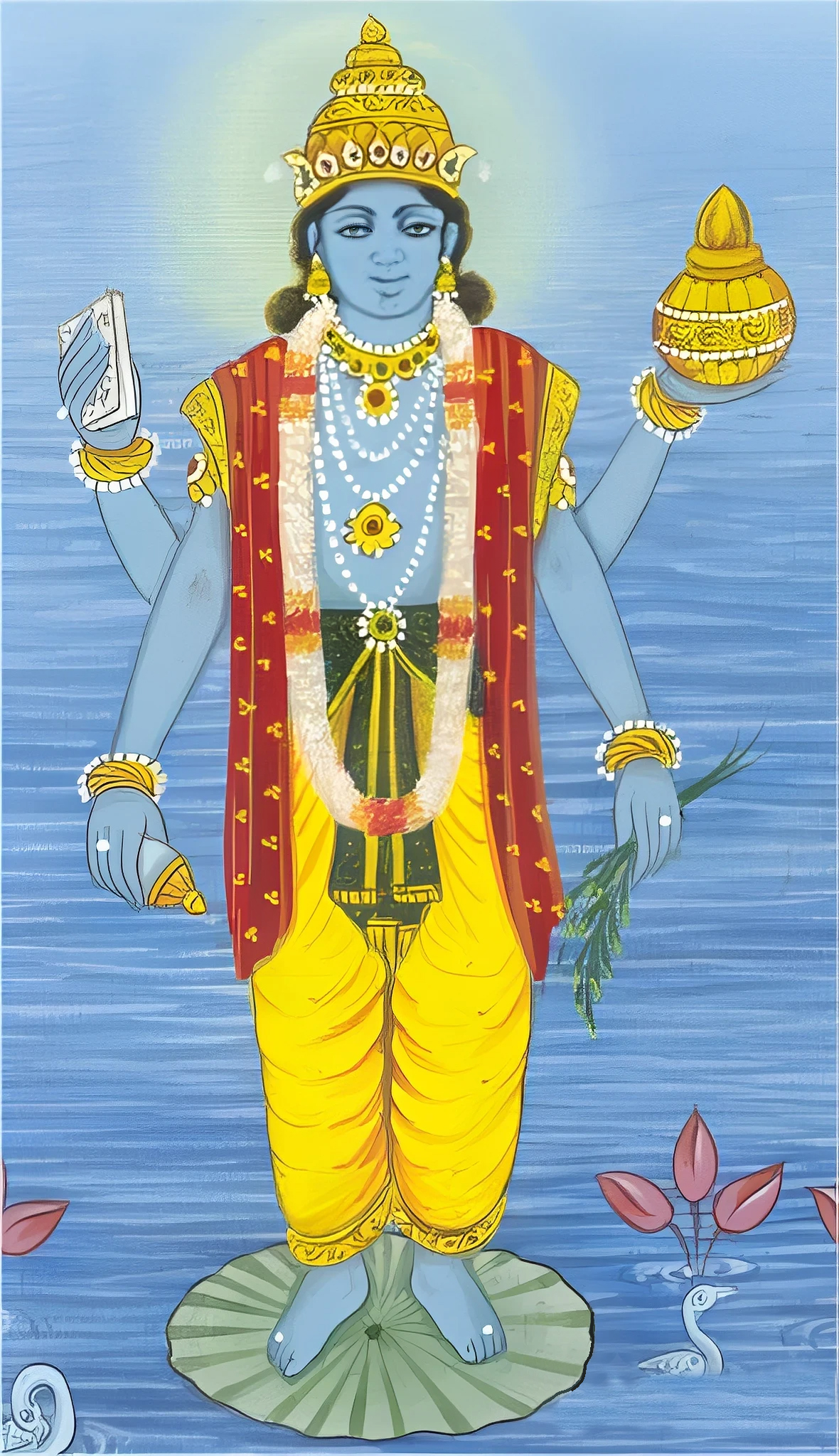
Dhanvantari, la divinité associée à l'ayurveda.

Par le biais essentiellement des brahmanes, l'Inde a développé un type de médecine traditionnelle (qui se veut en accord avec les conceptions métaphysiques de la religiosité hindoue), nommée Ayurvéda, ce qui signifie en sanskrit « longue vie » ; elle est basée sur l'étude des pulsations cardiaques du patient, de ses humeurs fondamentales (dosha), de sa façon de vivre (en particulier ses choix moraux) et de s'alimenter et même, aussi, de penser, conception du corps et de l'esprit globalisante illustrée par ces proverbes sanskrits :

« Mana éva manoushyânâm kâranam bandha-mokshayoh, la liberté ou l'asservissement de l'homme dépendent des dispositions de son esprit. »

« Celui dont le psychisme est naturellement pur (sattva), qui ne mange pas d'animaux et s'abstient d'alcool, qui suit une saine diététique, est loyal et vertueux, reste à l'abri de l'aliénation mentale congénitale ou accidentelle. »

Michel Angot, néanmoins, met en garde contre les interprétations occidentales et new age de l'Ayurvéda (interprétations fallacieuses nombreuses, en Inde même), proposées par un milieu non savant (et ne connaissant pas le sanskrit) du fait de leur « non-brahmanitude », de leur méconnaissance (relative ou totale) des règles éthiques fondamentales à respecter pour prétendre être un médecin ayourvédique (brâhmane-guérisseur), méconnaissance d'autant plus fâcheuse que l'Ayurvéda est d'abord un savoir théorique représentatif de volontés philosophiques aboutissant à la pleine santé de tout un chacun, vu comme un être responsable de ses actes/karma.

### Danse

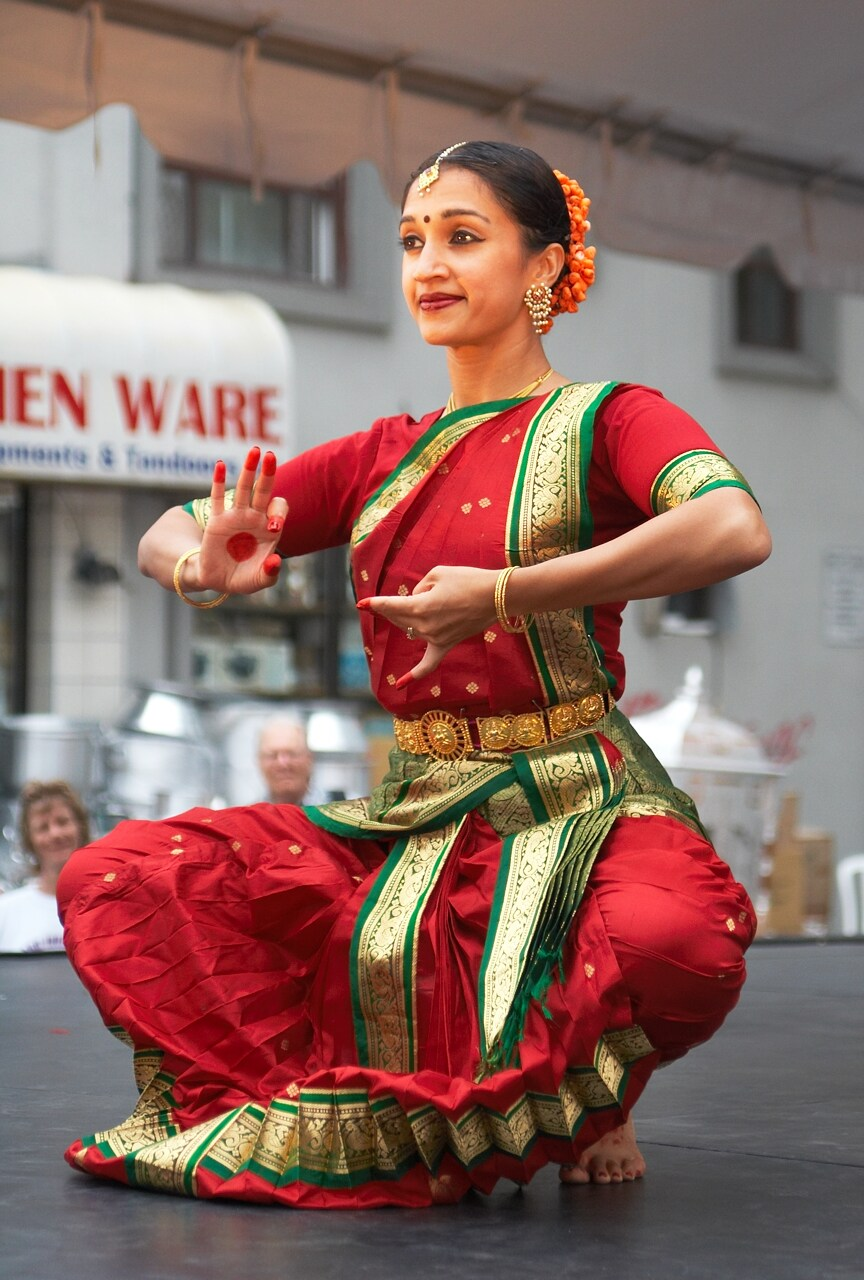
Danseuse du Bharata natyam.

Véritable art rituel, la danse classique indienne naît dans les temples.
Plusieurs siècles avant l'ère chrétienne, les grands sanctuaires utilisent les talents des jeunes danseuses.
Artistes sacrées, elles sont attachées au temple, portent le nom de devadasi (« esclaves de dieu »), et participent aux cérémonies d’offrandes et d'adoration.
Lorsque, plus tard, la danse sera pratiquée à la cour des princes, elle conservera cette inspiration religieuse.
L'Inde classique a connu deux grands types de danse :
- Le Bharata natyam est la forme la plus ancienne, étroitement liée aux cérémonies religieuses. Pour cet art sobre, délicat, au rythme généralement lent, le danseur est seul sur scène[122].
- Plus spectaculaire, le Kathakali trouve ses thèmes dans les grands épisodes du Râmâyana et du Mahâbhârata. Chaque danseur porte un costume somptueux et un maquillage épais correspondant à son personnage : les dieux sont généralement peints en vert, les démons en rouge ou en noir[122].

### Environnement
L'environnement dans l'hindouisme a une grande importance. Sanâtana-dharma renvoie à la conception d'une essence éternelle du cosmos, la qualité qui lie tous les êtres humains, animaux et végétaux à l'univers alentour et éventuellement à la source de toute existence,.

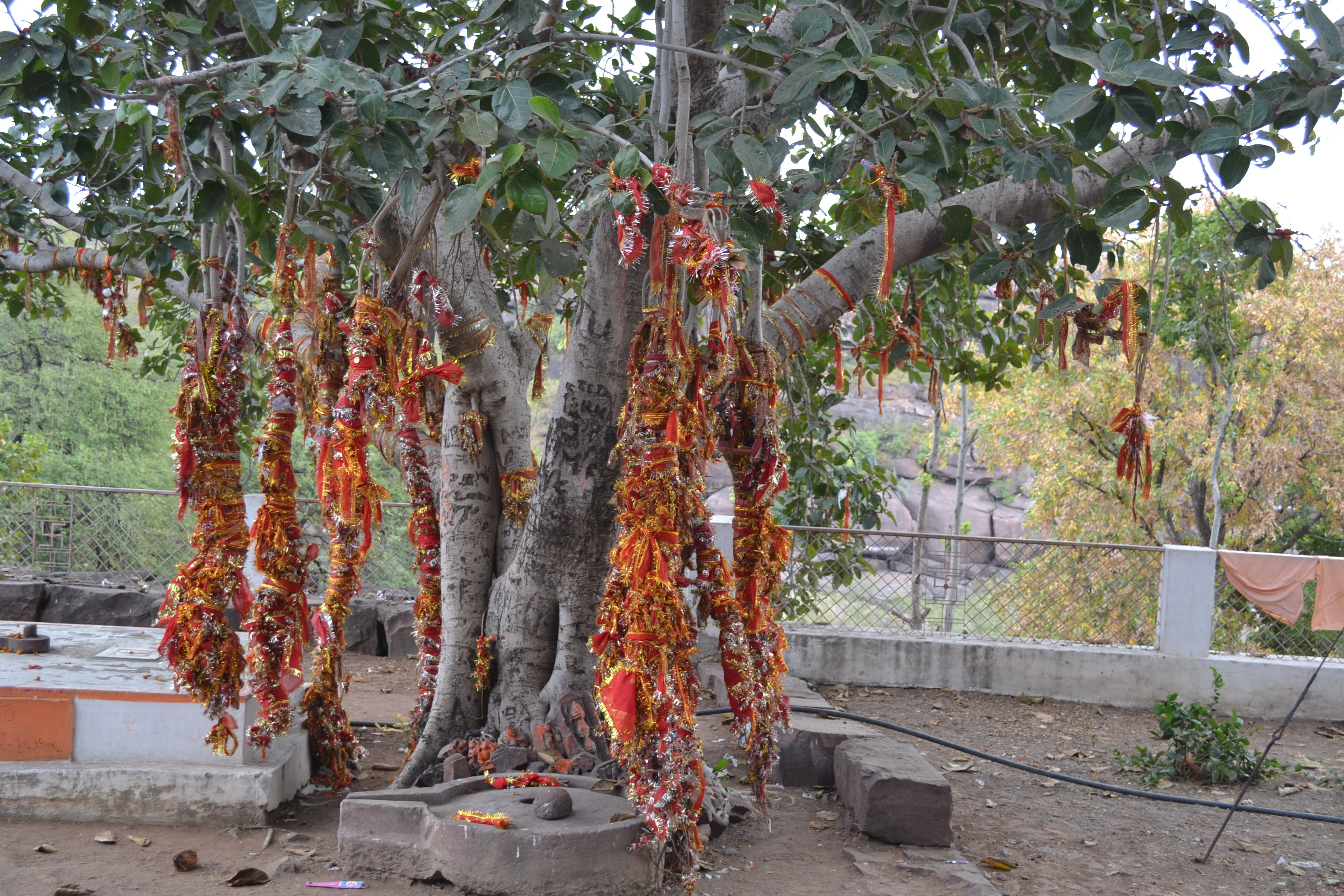
Arbre sacré, près d'un temple pour Shiva.

Cette perspective se retrouve clairement dans les Lois de Manu (qui indiquent les moyens de se purifier d'actes impurs), où l'on indique plusieurs fois que l’ahimsa (« non-violence ») — dharma/devoir premier à cultiver — ne concerne pas seulement le règne animal, mais aussi le règne végétal et l'environnement de manière générale : On y indique ainsi que celui qui a rendu impure l'eau, d'une quelconque manière que ce soit, doit pratiquer l'aumône pendant un mois pour se purifier de cette mauvaise action/karma ; que celui qui blesse, même sans volonté de nuire, des arbres fruitiers et d'autres végétaux divers, doit, toujours pour se purifier, répéter cent prières du Rig-Véda ou suivre toute une journée une vache en signe d'humilité et ne s'alimenter que de son lait. Ces mesures purificatoires sont là pour rappeler que l'environnement, les végétaux et les éléments naturels (comme l'eau, etc.), sont à respecter, car ils sont aussi l'émanation du Brahman (« Âme universelle ») : les détruire ou blesser à bien des conséquences karmiques néfastes que l'on doit éviter ou éliminer par une quelconque ascèse.
Les Bishnoïs (ou Vishnoï) sont les membres d'une communauté créée par le gouroû Jambeshwar Bhagavan, appelé communément Jambaji (1451-?), surtout présente dans l'État du Rajasthan, majoritairement dans les régions de Jodhpur et de Bîkâner, et dans une moindre mesure dans l'État voisin de l'Haryana en Inde.
Les Bishnoïs suivent vingt-neuf principes édictés par leur gouroû et se caractérisent par leur végétarisme, leur respect strict de toute forme de vie (non-violence, ahimsa), leur protection des animaux ainsi que des arbres, leur adoption d'une tenue vestimentaire particulière. On les définit souvent comme ayant une forte conscience écologique. Les Bishnoïs vivent paisiblement dans des villages isolés loin des centres de peuplement et sont environ sept millions en Inde. Ils font partie des hindous qui enterrent leurs morts, (les sadhus, sannyasins, yogis, sont eux aussi enterrés), du fait que l'on ne puisse couper du bois d'arbre vivant pour réaliser la crémation.

### Fêtes

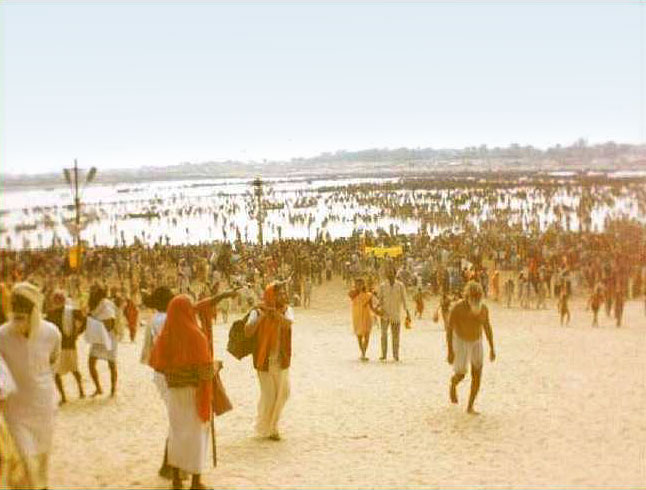
La Kumbhamelâ qui rassemble chaque fois des millions de pèlerins

Les fêtes dans l'hindouisme occupent une place visible et incontestable dans la pratique de la religion hindoue. Excepté les fêtes les plus populaires, comme celle de Holî, de la naissance de Krishna ou de Divālī, la fête des lumières, qui sont célébrées dans toute l'Inde, la plupart des célébrations ont une importance surtout locale.
Habituellement, le déroulement de la fête est centré sur un grand char richement orné portant les images des divinités du temple, et qui est tiré à travers le village ou la région tout entière.
L'une des fêtes les plus connues est celle qui se tient à Puri (en Orissa) en l'honneur de Krishna-Vishnou qui représente à cette occasion les figures de Jaqannatha (« seigneur du monde »), de son frère Balarama et de sa sœur Soubhadra.
On peut également citer Janmâshtami, « huitième jour de naissance », fête de la nativité de Krishna, au mois d'août. Une poupée représentant Krishna bébé est placée dans une crèche, autour de laquelle la famille veille une partie de la nuit en récitant des invocations et en chantant. Le jeûne est souvent observé à l'occasion de cette cérémonie.

### Prohibition de l'inceste

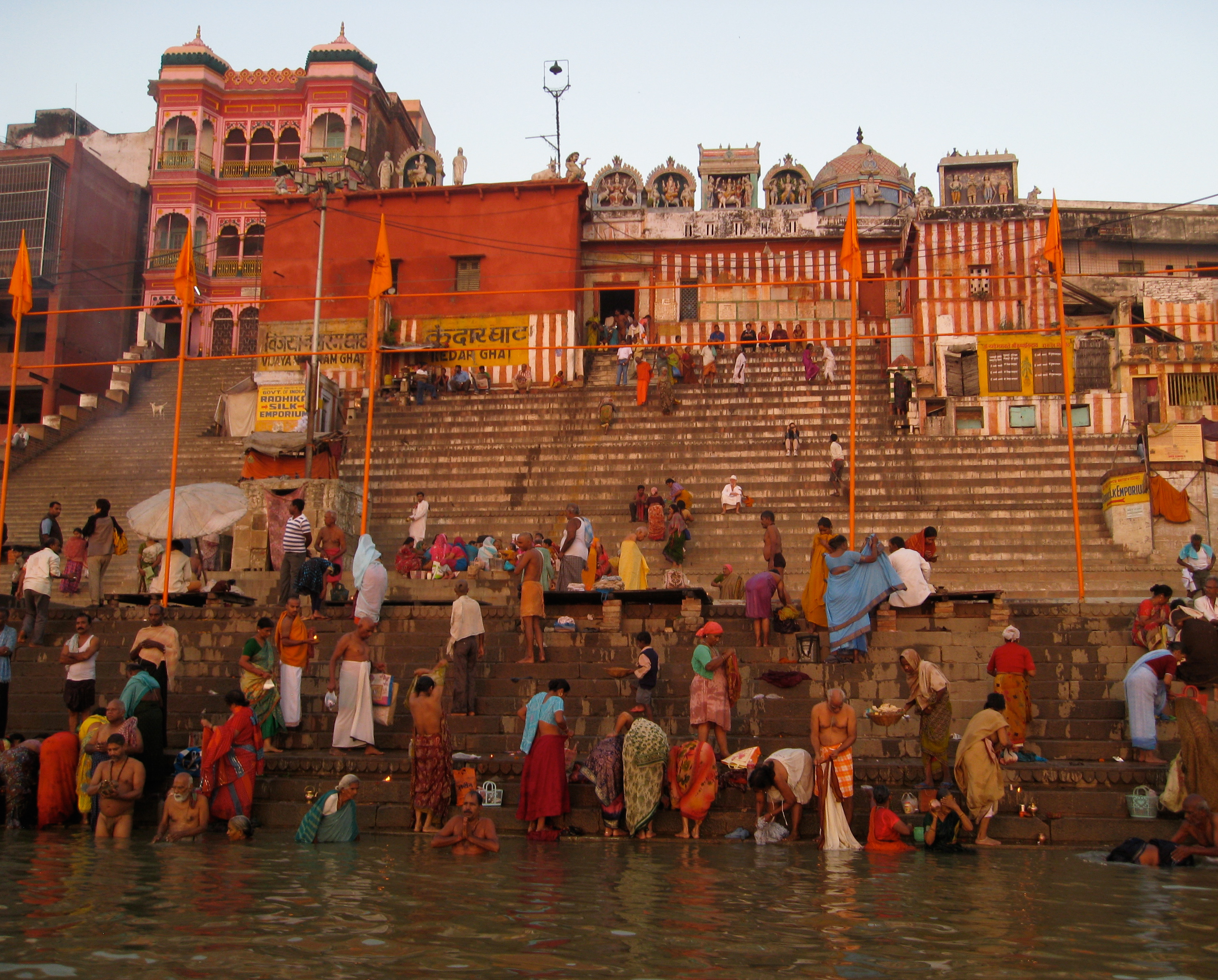
Ghat de Bénarès ; selon les croyances hindoues, c'est la ville où Shiva s'est lavé après avoir décapité la tête incestueuse de Brahmâ.

L'inceste est considéré comme un des péchés les plus graves, au sein de l'hindouisme, au même titre que le meurtre du brâhmane ; interdire à l'étudiant brahmanique de coucher avec l'épouse de son propre guru (le « maître » védique), considéré comme un père (spirituel) dans la culture indienne, découle de cet interdit absolu de l'inceste : le propre du chandala, du « mangeur de chien » ou paria, est de ne pas respecter cet interdit, entre autres .
Ainsi, mythologiquement, le dieu démiurge Brahmâ, à l'origine doté de cinq têtes, fut décapité de sa tête incestueuse par Shiva-Bhairava (le « Bon Terrible »), pour avoir osé penser posséder sexuellement sa propre « fille » (car née de son mental), la déesse de la connaissance, des sciences et des arts, Sarasvatî, déesse toujours vêtue de blanc, comme une veuve, et considérée par les hindous comme une vierge éternelle célibataire .
Bénarès est la ville où Shiva, dieu du yoga, s'est lavé du sang produit par la décapitation de la tête incestueuse de Brahmâ ; de là vient la haute sacralité de cette ville selon les croyances hindoues.

### L'homosexualité dans l'hindouisme

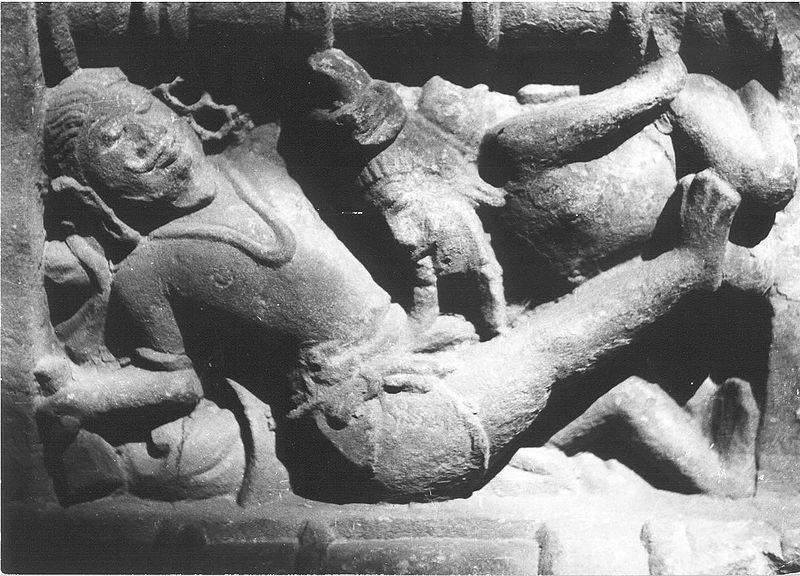
Sculpture sur le temple hindou de Lakshmana à Khajuraho d'un homme faisant une fellation à un autre homme (954 apr. J.-C.).

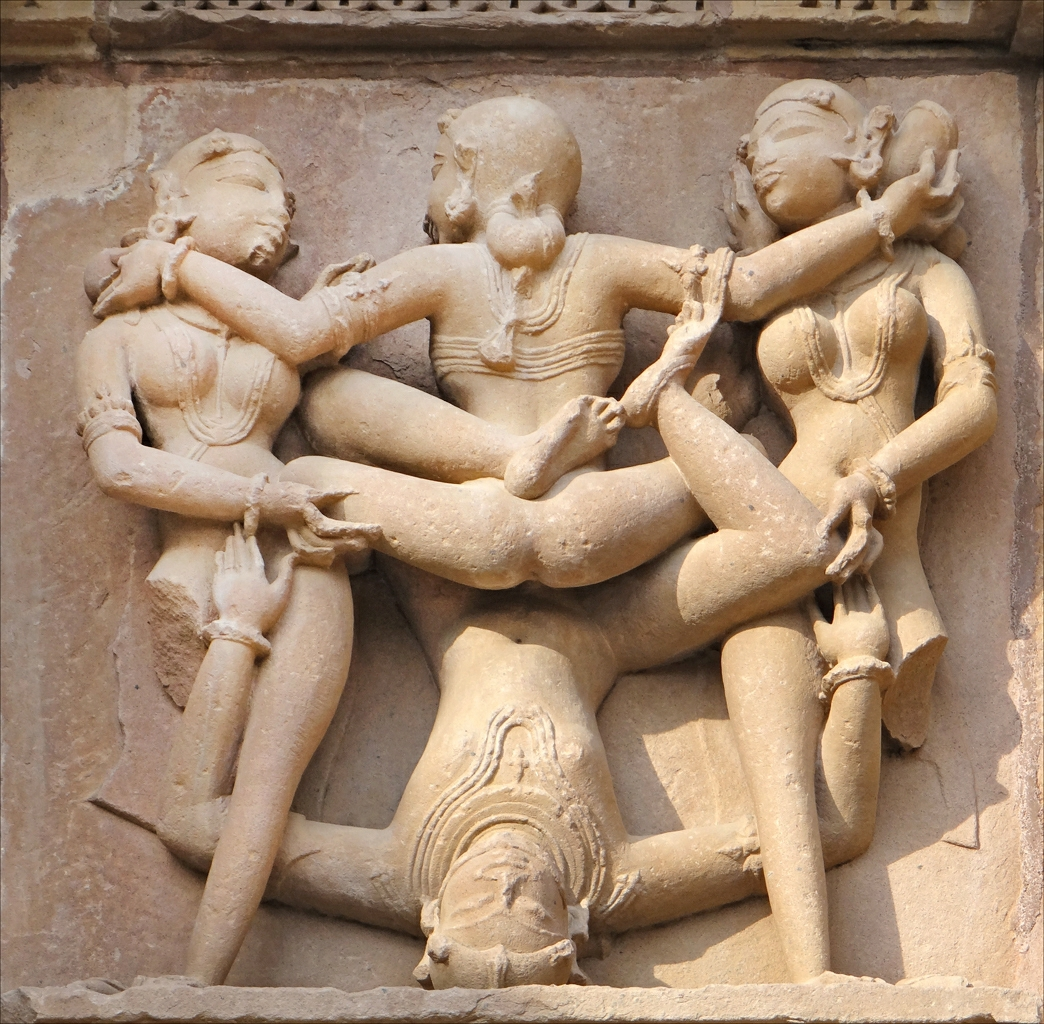
Scène érotique sur un des temples de Khajuraho, Inde.

Dans l'hindouisme, le plaisir n'est pas perçu comme un mal : c'est un don de Dieu. Le péché de la chair n'existe pas comme dans le judaïsme ou le christianisme, et de nombreuses sculptures sensuelles voire érotiques sur les parois externes des temples sont là pour en témoigner. Le plaisir charnel est accepté et acceptable dans la mesure où il est né d'un consentement mutuel et d'une attirance réciproque (que cette attirance soit hétérosexuelle ou homosexuelle), et même s'il n'est pas consommé dans les liens du mariage (le Kâma-Sûtra, ouvrage sacré de l'hindouisme dédié à l'éros, fait place aux pratiques homosexuelles et adultères, avec de nombreux conseils de prudence). Comme en Europe, différentes époques ont apporté différents degrés de tolérance mais faire de l'hindouisme (ou brahmanisme) et de ses religions-sœurs (sikhisme, jaïnisme, bouddhisme, etc.) un havre homophile serait un contresens, puisque l'islam domina le sous-continent pendant cinq siècles, remplacé par la pudibonderie du colonisateur britannique.
En effet, le kama-sutra, écrit par le brâhmane et ascète Vatsyayana, ne dénonce en aucun cas l'homosexualité, mais au contraire en décrit les vertus et les actes, sans aucun tabou de principe.
Enfin, les homosexuels sont considérés par l'hindouisme orthodoxe comme « bénis des Dieux », puisque leur éros est pur : non souillé de préoccupation de type social ou lié à la « famille » (l'éros, ou kâma, est un des quatre buts des créatures, avec le gain matériel (artha), le devoir ou vertu (dharma), et la libération du cycle des réincarnations (moksha)) ; en effet, l'éros des hétérosexuels est impur puisque pouvant engendrer des enfants ; or, faire des enfants qui n'ont pas leur place dans la société est un très grave péché qui entache les parents, dans l'hindouisme ; les homosexuels, avant l'ère islamique en Inde, n'ont jamais eu à souffrir du moindre reproche de la part des brâhmanes, bien au contraire.

## Démographie et géographie

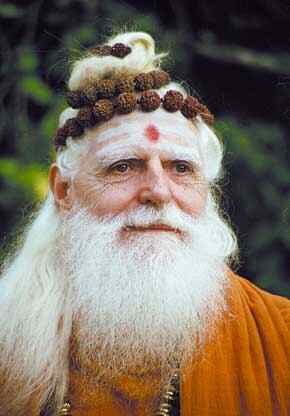
Satguru Satguru Sivaya Subramuniyaswami.

L'Inde, le Népal et l'île Maurice sont des nations majoritairement hindouistes. En Inde, l'hindouisme représente quelque 973 750 000 de croyants (en 2013) soit 78 % de la population, et plus de 1 milliard de croyants en 2021. Jusqu'en mai 2006, le Népal était le seul État dans le monde dont la religion officielle était l'hindouisme, jusqu'à ce que le Parlement proclame le principe de laïcité dans ce pays (ce qui ne change rien en soi pour la pratique religieuse, puisque l'hindouisme, qui a plusieurs branches différentes, n'a aucune Église officielle à laquelle un quelconque État peut s'associer).
Depuis le XIXe siècle, une diaspora indienne s'est constituée. Ainsi, on trouve actuellement des minorités hindouistes notables dans les pays suivants (estimation 2010, sauf mention contraire) : le Bangladesh (11,7 à 13,5 millions) l'Indonésie (4 millions), le Sri Lanka (2,8 millions), les États-Unis (1,8 million), la Malaisie (1,7 million), le Pakistan (1,3 à 3,3 millions, en 1997, et 8,6 millions en 2017), l'île Maurice (0,7 million), l’Afrique du Sud (0,6 million) le Royaume-Uni (0,8 million), la Birmanie (0,8 million) le Canada (0,5 million), l'Australie (0,3 million), la Trinité-et-Tobago (0,3 million), Singapour (0,26 million), les Fidji (0,24 million), le Guyana (0,2 million), le Suriname (0,1 million), etc. L'hindouisme se répand notamment en Afrique, non par le biais seul d'une diaspora indienne, mais par l'adhésion des Africains eux-mêmes, notamment au Ghana et au Togo (l'hindouisme est la religion à la plus forte croissance au Ghana).
Certains États comme le Bangladesh et le Sri Lanka abritent une importante minorité hindoue : cela est dû au fait que ces États constituaient une partie de l'Inde avant la partition en 1947. Au Sri Lanka, la minorité tamoule (majoritairement composée de hindous, mais aussi de chrétiens et de musulmans) a subi un génocide organisé par les nationalistes cinghalais voulant un pays peuplé uniquement de bouddhistes (comme le fit le nationalisme bouddhiste birman contre les Rohingyas) : c'est le sujet du livre The Tamil Genocide by Sri Lanka de Francis Anthony Boyle. Comme au Pakistan, la minorité hindoue au Bangladesh a subi de nombreuses persécutions de la part des islamistes (comme les violences anti-hindoues de 2013) ; ces violences et persécutions anti-hindoues au Bangladesh sont le sujet du célèbre livre Lajja de Taslima Nasreen.
L’Asie du Sud-Est a été largement convertie à l'hindouisme depuis le IIIe siècle. Il en reste un grand nombre de monuments, comme la ville-temple d’Angkor Vat au Cambodge ou les temples de l'île de Java en Indonésie, ainsi que la grande popularité des épopées du Mahabharata et du Ramayana. L'influence dans la danse est moins évidente. L’île indonésienne de Bali est ainsi marquée par une forte influence hindoue, avec des éléments bouddhistes et surtout d'un animisme local, indonésien (mais qui se réfère à la trimurti), le syncrétisme étant plus facile dans ces cultures (l'hindouisme brahmanique étant à sa façon lui aussi un « animisme », mais toujours basé sur des philosophies systématiques universelles et non des croyances éparses, non classifiées et à tendance tribale). La culture javanaise est encore fortement imprégnée d'éléments indiens, et il reste des enclaves d'hindouisme à Java. La Thaïlande et l'Indonésie ont comme armoiries nationales Garuda, le véhicule de Vishnou, que l'on retrouve également dans le nom de la compagnie aérienne nationale, Garuda Indonesia.

## Gourous (maîtres spirituels), saints, philosophes et érudits hindous notoires
- Les Rishis
- Nandikeshvara
- Sanat Kumara
- Atri
- Bhrigu
- Nârada
- Dattātreya
- Vasishtha
- Vishvamitra
- Markandeya
- Agastya
- Gargi
- Janaka
- Yājñavalkya
- Râma[141]
- Hanouman[141]
- Krishna[142]
- Pânini
- Kapila (fondateur du Samkhya)
- Patanjali (A systématisé le yoga antique dans les Yoga sūtra avant l'an 500 de notre ère)
- Jaimini (fondateur de la Mîmâmsâ)
- Kanada (fondateur du Vaisheshika)
- Akshapada Gautama (fondateur du Nyâya)
- Akshapâda Pakshilasvâmin (commentateur des Nyaya-Sutra)
- Vâlmîki
- Vyāsa (« compilateur » légendaire de divers textes sacrés, considéré aussi comme le fondateur du Vedanta[143])
- Vâtsyâyana (auteur des Kama-Sutra)
- Tiruvalluvar
- Les Nayanars
- Les Alvars
- Gaudapada
- Adi Shankara (l'un des grands représentants de l'Advaita Vedānta à l'époque médiévale)
- Bhāskara
- Matsyendranath
- Vācaspati Miśra
- Utpaladeva
- Gorakhnath
- Abhinavagupta
- Nathamuni (en) (fondateur du Sri Vaishnavisme)
- Ramanuja (1077-1157) (Fondateur du Vishistadvaita)
- Akka Mahadevi (1130-1160)
- Basava (1134-1196)
- Jayadeva
- Madhva (1238-1317 ou 1199-1278) (fondateur du Dvaita)
- Ramananda (fondateur du Ramanandi Sampradaya)
- Kumarila Bhatta (VIIe – VIIIe siècle)
- Nimbarka (XIIe – XIIIe siècle)
- Lalleshvari (1320-1392)
- Narasimha Maheta (1414-1481)
- Kabîr (1440 - 1518)
- Jambeshwar Bhagavan (1451-1536)
- Vallabha (1481-1533) (Fondateur du Shuddhadvaita et du Pushtimarg)
- Chaitanya (1486-1533)
- Surdas
- Tulsîdâs (1532-1623)
- Raghavendra Swami (1595-1671)
- Toukaram (1608-1650) et les Sant de la lignée varkari : Jñāneśvar, Namdev, Chokhamela, Eknath, Janâbâi, Kânhopâtrâ
- Swaminarayan (1781-1830)
- Narayan Guru (en) (1854-1928)
- Ramana Maharshi (1879-1950)
- Swami Ramdas
- Swami Prajnanpad (1891-1974)
- Mohandas Karamchand Gandhi (1869-1948), guide du mouvement pour l'indépendance de l'Inde
- Shri Shirdi Saï Baba
- Shivananda (1887-1963)
- Jiddu Krishnamurti[144]
- Swami Chinmayananda
- Râmeshvar Jhâ (1895-1981)
- Lakshmanjoo (1907-1991)
- Râmakrishna (1836 -1886)
- swami Vivekananda (1863 - 1902)